# Liste der Blankwaffenfachbegriffe
Die Liste der Blankwaffen-Fachbegriffe beinhaltet Fachbegriffe aus der Waffentechnik der Blankwaffen (Hieb-, Stich-, Schlag-, Stoß- und Schutzwaffen etc.) sowie aus sich überschneidenden Randbereichen der Blankwaffen im Allgemeinen.
Siehe hierzu auch: Klingenform
Begriffe aus der Handfeuer-, Flugzeug-, Panzer- und anderer Waffentechnik sowie aus dem allgemeinen Technikwesen werden in dieser Liste nicht geführt, um eine klare Abgrenzung der Fachbegriffe für den technischen Bereich der Blankwaffen zu gewährleisten. Soweit nicht im Einzelnen referenziert, basieren die Fachbegriffe auf der Literaturliste; insbesondere auf dem Werk Gerhard Seifert: Fachwörter der Blankwaffenkunde.

## A
abgebogen oder abwärts gebogenzur Klinge und Ort hin gebogen
abgedachter Rücken oder auch spitzer Rückendachförmiger Klingenrücken
abgeschnittener Ortnicht spitzer, sondern gerade zulaufender Ort
abpliesten oder streifenBezeichnung für die erste Politur nach dem Schleifen.
abschlagenBezeichnet das Auf- oder Abnieten einer Klinge oder eines Blattes von einem Schaft.
abwärts gebogen, auch abgebogenzur Klinge und Ort hin gebogen
Abwehrstange oder Parierstange.Bezeichnet eine Vorrichtung an Waffen zur Abwehr eines Angriffs
à clavierSiehe auch Klaviergefäß
ad interim, auch vorläufig, zwischenzeitlich oder einstweilig.Bezeichnet bei Waffen einen Typ von Seitenwaffen, die laut Dienstvorschrift zu tragen sind. Siehe auch Interimswaffen
à la Montmorency siehe auch Montmorency-KlingeBezeichnet eine Klingenart.
AhlspießBezeichnet eine Stangenwaffe
AhornklingeBezeichnet eine Dreikanthohlschliffklinge
AikuchiBezeichnet den Typ eines japanischen Dolches.
à jourBezeichnet durchbrochen. Verwendung in verzierenden Ornamenten
AkanthusBezeichnet ein ornamentales Stilelement, das für Waffenverzierungen eingesetzt wurde.
altslawische TragevorrichtungBeschreibt eine Befestigungsart oder Trageweise einer Säbelart.
altungarischer SäbelBezeichnet eine historische, ungarische Säbelvariante.
AnderthalbhänderBezeichnung für eine Schwertart. Siehe auch Schwert
Anfangskreuz oder auch Kreuzzeichen vor einer Klingeninschrift.Bezeichnet eine Gravur auf Klingenwaffen. Siehe auch Gravur
Angel oder auch Erl,Bezeichnet den durch das Griffstück geführten Teil der Klinge bei Schwert-, Säbel- oder Degenarten.
AngoBezeichnet eine Speerart. Siehe auch Speer
anlaufenBezeichnet das Oberflächenvergüten und Färben von Klingen durch Hitzeeinwirkung.
AntennendolchBezeichnet eine Dolchart mit gerollten Knaufenden. Sie haben Ähnlichkeit mit Antennen.
Antennenknauf oder RingknaufBeschreibt eine Knaufart bei einem historischen Dolch.
aptieren oder AptierungBeschreibt das Anpassen von Klingen oder Körben an vorhandene Waffen durch minimale Änderungen.
ArabeskeBezeichnet eine Verzierungsart in der Kunst.
Arm, auch BajonettarmBezeichnet ein Bauteil des Bajonetts
ArretierknopfBezeichnet eine Verbindungsvorrichtung des Bajonetts
Artillerie-SeitengewehrBezeichnet eine Version des Bajonetts
AshiBezeichnet einen elastischen Bereich der Hamon in japanischen Klingen.
AstknaufBezeichnet eine Knaufversion
ÄtzenBezeichnet eine Technik zur Verzierung mit der Hilfe von Säure.
ÄtzungBezeichnet eine kunstvolle Verzierung an verschiedenen Gegenständen mit der Hilfe von Säuren
aufgebogenBezeichnet bei Waffen eine Richtungsangabe für die gebogene Ausrichtung eines Stichblattes oder ähnlichem. Siehe auch abgebogen.
AufhalterBeschreibt ein Bauteil an Lanzen und Spießen. Siehe auch Sponton, Sauschwert, Saufeder.
Auflager a. SchulternBezeichnet einen Teil der Angel
Auflaufknebel a. AufhalterBeschreibt ein Bauteil an Lanzen und Spießen. Siehe auch Sponton, Sauschwert, Saufeder.
AufpflanzenBezeichnet das Befestigen eines Bajonetts an einem Gewehr.
AufpflanzvorrichtungBezeichnet ein Bauteil eines Gewehrs zur Anbringung eines Bajonetts
AufputzBeschreibt die Anbringung von Woll- oder Stofffransen an Stangenwaffen.
Aufreibung oder GoldaufreibungBeschreibt eine Art des Vergoldens
aufschiftenBezeichnet das Anbringen einer Klinge auf den Schaft einer Stangenwaffe.
aufschlagenBezeichnet das Befestigen eines Korbes an einer Klinge.
Aufschnüren (Hieb- und Stichwaffe)Bezeichnet das Schmieden einer Hohlbahn in einem Gesenk
Außenseite oder TerzseiteBezeichnet bei Waffen eine Richtungsangabe. Siehe auch Terz, Quart, Quartseite
ausfegenBezeichnet das Ausarbeiten einer Hohlbahn aus einer Klinge.
Ausgehseitengewehr oder ExtraseitengewehrBezeichnet eine Bajonett- oder Seitengewehrart.
Aushilfsseitengewehr a. fälschlich ErsatzseitengewehrBezeichnet eine Bajonett- oder Seitengewehrart.
AxtBezeichnet eine Waffe und ein Werkzeug. Siehe auch Beil
AxthammerBezeichnet eine Schlagwaffenart. Siehe auch Streithammer, Streitaxt

## B
backsword oder broadswordBezeichnet eine Schwertart.
Badelaire oder BaudelaireBezeichnet eine Schwertart.
BahnBezeichnet einen Schliff von Schwert- oder Säbelklingen. Siehe auch Hohlkehle
BahnenspitzeBeschreibt eine Klingenform. Siehe auch Hohlbahn
bahnhöhlenBeschreibt das Aushöhlen einer Hohlbahn durch Schleifen. Siehe auch ausfegen
BajonettBezeichnet eine Stichwaffe, die zur Befestigung an einem Gewehr gedacht ist. Siehe auch Spundbajonett, Ringbajonett, Düllenbajonett, Dornbajonett, Kastenbajonett, Ausziehbajonett, Stichbajonett, Haubajonett, Parthenbajonett, Messerbajonett, Einschraubbajonett, Klappbajonett, Dolchbajonett, Degenbajonett, Stichbajonett, Haubajonett, Säbelbajonett, Schaufelbajonett und Machetenbajonett
BajonettarmBezeichnet ein Differenzstück an verkröpften Bajonetten zwischen der Dülle und dem Einsteckdorn.
Bajonetthaft oder BajonettwarzeBezeichnet ein Bauteil am Gewehr zur Befestigung des Bajonetts
BajonetthalterBezeichnet eine Profilschiene an älteren Gewehren, die zur Befestigung eines Kastenbajonetts dient.
BalkenknaufBezeichnet eine Knaufform.
ballig geschliffen oder gewalktBezeichnet eine Klinge, die im Querschnitt spitzbogenförmig ist.
Ballock Dagger, auch Kidney DaggerBezeichnet einen Dolchtyp, engl. für Nierendolch
Bandaxt, auch Bandhacke oder SchiebarteBeschreibt ein Werkzeug der Küfer, das auch als Waffe benutzt wurde.
BanddegenBezeichnet eine andere Benamung für den Soldatendegen
Bandelier oder BandolierBezeichnet ein Wehrgehänge für Schwert, Degen oder Schießpulver und Munition der Musketiere.
Bardiche oder TrabantenaxtBezeichnet einen Axttyp.
Bärenspieß oder BäreneisenBezeichnet eine Jagdwaffe oder Jagdstangenwaffe. Siehe auch Saueisen.
Bartausgezogene (verlängerte) Klinge, die an Äxten, Messerklingen und Pfeilspitzen vorkommt
BartaxtBezeichnet einen Klingentyp an Äxten.
BarteBezeichnet einen Klingenwaffentyp oder Stangenwaffentyp. Siehe auch Beil, Hellebarte
Bärtiges EisenSpeer mit Widerhakenklinge
BasilardBezeichnet einen Dolchtyp aus dem 14. und 15. Jahrhundert
Basket-HiltBezeichnet einen Korb oder Hefttyp.
Basket-Hilted SwordBezeichnet einen Schwertyp. Siehe auch Hochländerschwert oder Schiavona
Bastard, auch AnderthalbhänderBezeichnet eine Schwertart, die eine Mischform von einem normalen Schwert und einem Zweihänder ist.
Bauch (Klinge)Bezeichnet eine Klingenform, deren Schneidenbereich stark ausgeformt ist. Siehe Bolo
BauernwaffenBezeichnet einen Waffentyp der von Bauern hergestellt und benutzt wurde.
Bauernwehr oder HauswehrBezeichnet eine Seitenwaffe, die im späten Mittelalter benutzt wurde.
BayonneBezeichnet einen langen Dolch. Namensgeber für Bajonett.
Beamtendegen bzw. BeamtensäbelBezeichnet eine Klingenwaffe, die nur zur Dienstkleidung oder zur Galauniform getragen wurde.
BebutBezeichnet eine langklingige, russische Seitenwaffe.
Behackte OhrenBezeichnet die Beiklingen an Partisanenklingen.
Beidhänder s. BidenhänderBezeichnet einen Schwerttyp.
BeilBezeichnet einen Werkzeug- und Waffentyp. Siehe auch Axt
Beilstock oder WurfhackeSiehe Wurfbeil, Fokos
BeimesserBezeichnet ein zusätzliches, kleines Messer an einer anderen Waffe (Jagdplaute, Hirschfänger). Siehe auch Beischeide
BeischeideBezeichnet die Scheide für ein Beimesser.
BelederungBezeichnung für den Überzug an Griffen von Schwertern, Holz- und Metallscheiden.
Berdiche oder BardicheBezeichnet einen langstieligen Axttyp.
Bergaxt oder BergmannsaxtBezeichnung für die Axt der Bergleute.
Beschaumarke, auch Beschlagmarkesiehe Marke
BeschlagBezeichnet Verstärkungs-, Schutz- und Zwingenteile an Waffen und Scheiden.
Beschriftung (Waffe)Bezeichnet Buchstaben- und Zahlengravuren auf Klingen.
Besteck (Waffe)bezeichnet zusätzliche Werkleuge (Gabel, Messer, Pfriem), die an einer Scheiden angebracht sind.
BidenhänderBezeichnet einen Schwerttyp. Siehe auch Zweihänder.
bikonvex (Waffe)Bezeichnet den spitzovalen- oder linsenförmigen Querschnitt einer Klinge.
Bilbao-GefäßBezeichnet eine Korbform an einem spanischen Militärdegen. Benannt nach der Stadt Bilbao
Binderhacke, Binderbarte oder BandaxtBezeichnet einen Axttyp
BlankwaffeHandwaffe, die ihre Wirkung durch den direkten Einsatz von Muskelkraft entfaltet
Siehe auch Hiebwaffe, Stangenwaffe, Schlagwaffe etc.
BlattKlinge einer Axt, das Schlagblatt, Klinge von Speeren und Spießen.
Blattwerk, auch LaubwerkBezeichnet eine Verzierung an Waffen.
BlüchersäbelBezeichnet einen Säbeltyp. Benannt nach Feldmarschalls Gebhard Leberecht von Blücher
Blutrille oder BlutrinneIrreführende Bezeichnung der Hohlbahn oder Hohlkehle auf Klingen.
Böhmischer OhrlöffelBezeichnet einen Knebelspießtyp
Bohrdegen oder StoßdegenBezeichnet einen Degentyp.
Bohrschwert oder PörschwertBezeichnet einen Schwertyp. Siehe Panzerstecher
Bolo-MesserBezeichnet einen Messertyp aus Indonesien
BordelaiseBezeichnet eine französische Version des Panzerstechers.
Bordhauer, Entermesser oder BordsäbelBezeichnet einen Säbeltyp der Marine.
BorosoBezeichnet eine Belederung für Griffe von Klingenwaffen. Eine alte Bezeichnung für Perlhaileder.
BoshiBezeichnet die Klingenspitze japanischer Schwerter.
Böttcherbeil siehe auch Bandaxt
BowiemesserBezeichnet einen Messertyp aus Amerika. Benannt nach James Bowie.
Brachse, auch Braxe oder PraxeBezeichnet eine Jagdwaffe.
Braquemartder, französische Bezeichnung für zweischneidige, schwere Hiebschwerter
Bratspieß, auch Pratspieß, Panzerstecherüberholte Verballhornung für Bohrschwert
Brechrandumgebörtelter Rand einer Degenglocke oder unterer, hervorstehender Rand an Stichblättern
BrechscheibeHandschutz an Turnierlanzen
Breitaxt oder Dänenaxt
Breitbeil oder BreithackeBezeichnet ein Werkzeug der Zimmerleute. Keine Waffe.
Breitsax oder SaxBezeichnet eine Version des Sax. Siehe: Langsax, Scramasax.
BreitschwertBezeichnet alle Schwerter mit besonders breiter Klinge wie Ritterschwert oder Korbschwert. Es ist eine wörtliche Übersetzung vom engl. Broadsword.
Breschmesser oder Couse, KuseBezeichnet einen Stangenwaffentyp
BrilleBezeichnet einen Parierstangentyp am Katzbalger oder an manchen Degen.
Briquet (Waffe)Bezeichnet einen Säbeltyp, der von den französischen Soldaten scherzhaft Briquet (Feuerstahl) genannt wurde. Wahrscheinlich erstmals für den Grenadiersäbel Mle 1767 benutzt.
Broadsword(deutsch: Breitschwert): die englische Benamung für schwere, breitklingige und zweischneidige Schwerter. Siehe: Schiavona.
Brücke (Waffe)Bezeichnet eine Durchgangsverbindung am Düllenbajonett. Siehe: Bajonett, Gang.
BrünierungBezeichnet eine schützende Behandlung für Klingen und Waffen im Allgemeinen.
Bügel (Klingenwaffe)Bezeichnet alle Teile des Korbes, die dem Schutz dienen. Siehe: Griffbügel, Hauptbügel, Nebenbügel, Terzbügel, Quartbügel, Bügelgefäß.
BügelgefäßBezeichnet ein Griffwaffengefäß mit mehreren Schutzbügeln, wenn sie oberhalb der Parierstange angebracht sind.
BukaniersäbelBezeichnet einen schweren Hiebsäbel, der in den Marinen benutzt wird. Siehe: Cutlass, Entersäbel, Entermesser.

## C
CampagnewaffeBezeichnet eine Waffe zum Felddienst. Siehe: Interimswaffe
Christusmonogramm XBezeichnet eine Form von Klingeninschriften. Siehe Jesusmonogramm
Chu-kissakiBezeichnet die Form einer japanischen Klingenspitze (Kissaki)
Cinquedea oder OchsenzungeBezeichnet einen Dolch und Schwerttyp, den es in verschiedenen Größen gibt. Sie sind am Parier 5 Finger breit (cinque dita).
ClaymoreBezeichnet einen schottischen Zweihänder.
ColichmardeBezeichnet einen Degen, der mit einer sogenannten Königsmarck-Klinge ausgestattet ist.
Coltellaccio oder Cortellaggio. Siehe Kordelatsch.
Corseke oder KorsekeBezeichnet einen Stangenwaffentyp. Siehe Runke oder Runka.
Coupe-chouxBezeichnet einen Ausdruck der französischen Soldaten für das Faschinenmesser für Fußtruppen, Mle 1831. In der deutschen Sprache ist damit „Krautmesser“ oder „Kohlschneider“ gemeint. Scherzhafte Bezeichnung.
Coup de fer oder EisenhauerBezeichnet einen Handwerksberuf.
Couse oder Kuse, BreschmesserBezeichnet einen Stangenwaffentyp aus dem 16. Jahrhundert.
Couteau de chasseBezeichnet einen Hirschfängertyp
Cutlass, engl. Siehe Entersäbel

## D
Damast oder Damaszenerstahl
DamaszenerstahlBezeichnet eine Stahlart.
damaszierenBezeichnet eine Herstellungsart von falschem Damaszenerstahl mit der Hilfe von Säuren.
Dänenaxt oder dänische Axt
DaumenauflageBezeichnet ein Bauteil an Degen und Säbeln.
DaumenbügelBezeichnet ein Bauteil an Degen und Säbeln
DaumenplatteBezeichnet ein Bauteil an Degen und Säbeln
DaumenringBezeichnet ein Bauteil an Degen und Säbeln
DaumenschutzBezeichnet ein Bauteil an Degen und Säbeln
Deckplatte
Deckplattenmundblech oder MundblechBezeichnet ein Bauteil an Degen und Säbeln
Deckplattenmundstück oder MundstückBezeichnet ein Bauteil an Degen und Säbeln
Dedikationswaffen(von dedicare = weihen, widmen, zueignen). Bezeichnet übereignete oder gewidmete Waffen, die den Dienstvorschriften des Militärs unterliegen.
DegenBezeichnet eine Hieb- und Stichwaffe.
DegenbajonettBezeichnet einen Typ des Bajonetts.
Degenbrecher LinkhanddolchBezeichnet einen Dolch, der durch eine spezielle Gestaltung dazu geeignet ist, Degenklingen zu zerbrechen.
DegengriffBezeichnet die Handhabe eines Degens.
DegenklingeBezeichnet die Klinge eines Degens.
Degenstock oder fälschlich StockdegenBezeichnet eine „versteckte“: oder „verborgene“ Waffe. In der BRD eine „verbotene Waffe“
Degen zu Hieb und StoßBezeichnet einen Degen, dessen Klinge sowohl für den Hieb als auch für den Stoß berechnet ist
DekorBezeichnet eine Verzierung oder Ausschmückung an Waffen.
DeltametallBezeichnet eine Messinglegierung
derb geschliffenBezeichnet eine Klinge mit einem vollen, dreieckigen oder keilförmigen Querschnitt.
Derber Rücken oder flacher RückenBezeichnet die Machart eines Klingenrückens.
Deutschgefaßte SäbelBezeichnet einen Montagetyp der Griffgefäße. Siehe: Sinclair-Säbel und Schweizersäbel.
DeviseBezeichnet einen Wahlspruch mit einem gelobenden Inhalt. Siehe:Beschriftung
Dille oder DülleBezeichnet eine Befestigung unter anderem bei Stangenwaffen
DirkBezeichnet einen schottischen und maritimen Traditionsdolch.
DiskusknaufBezeichnet einen Knauftyp. Siehe: Scheibenknauf
DolchBezeichnet einen Grundtyp einer Hieb- und Stichwaffe
DolchgriffBezeichnet einen bestimmten Hefttyp
DolchmesserBezeichnet einen Typ der Hieb- und Stichwaffen, Untermenge Dolche.
DoppelaxtBezeichnet einen Typ der Axt mit zwei Schlagklingen (Blatt).
Doppelhohle oder ZweibahnklingeBezeichnet eine Schwert- oder Säbelklinge mit zwei Hohlschliffen.
Doppelter Rücken, auch DoppelrückenBezeichnet eine Klingenrückenform.
DornBezeichnet ein Bauteil von Hieb- und Stichwaffen sowie Schlag- und Stoßwaffen. Siehe Schlagdorn.
DornbajonettBezeichnet einen Bajonetttyp
DreikanthohlschliffBezeichnet eine Klingenform. Siehe: Rödelbertklinge, Rüdensterzklinge, Ahornklinge.
DreiviertelkorbBezeichnet die Form eines Griffgefäßes Korb.
Drischel oder TryschlBezeichnet eine Stangenwaffe (Flegel, Kettenmorgenstern), wenn dessen Schlagkopf mit Stacheln besetzt ist.
Drücker oder ArretierknopfBezeichnet ein Befestigungselement am Bajonett.
DuelldegenBezeichnet einen Degentyp, der speziell für Duelle gefertigt wurde.
Dülle oder Tülle, auch Dille, bezeichnet eine Befestigungsart für Klingen von Stangenwaffen.
Düllenbajonett oder Tüllenbajonett, DillenbajonettBezeichnet einen Bajonetttyp.
Dusack oder Dusägge, DuseggeBezeichnet eine Duell- oder Übungswaffe, sowie eine Säbelversion.

## E
EbonitBezeichnet einen Hartgummi-Überzug für Scheiden.
echter Damast oder GussstahldamastBezeichnet eine Art des Damaszener Stahls.
EhrenwaffenBezeichnet aus besonderem Anlass verliehene Offiziers-Seitenwaffen. Siehe: Dedikationswaffen
einfacher SchmiededamastBezeichnet eine Art des Damaszener Stahls.
einfaches BügelgefäßBezeichnet einen Gefäßtyp
Einsatz (Waffe)Bezeichnet den Absatz zwischen Fehlschärfe und dem Beginn der Klingenstärke, zum Teil auch zwischen dem Rücken und der Rückenschneide. Es ist oft vorhanden an Säbel-, Hirschfänger-, Seitengewehr- und Dolchklingen.
EinsteckbajonettBezeichnet einen Bajonetttyp.
EinsteckdornBezeichnet ein Bauteil am Dornbajonett.
Einstecköffnung oder Mundloch, bezeichnet ein Bauteil an Schwertscheiden.
einziehenBezeichnet das Montieren einer neuen Klinge in ein bereits bestehendes Griffstück, Gefäß.
EisenBezeichnet einen Begriff für Stangenwaffen. Gemeint ist deren Klinge (Blatt). Siehe: Spießeisen, Lanzeneisen, Helmbarteneisen, Saueisen, Bäreneisen, Ottereisen.
EisenhauerBezeichnung für Klingen, die mit der Nagelprobe geprüft wurden und diese bestanden haben.
EisenhauerschliffBezeichnung für ballig geschliffene Klingen.
EisenschnittBezeichnet die Verzierung durch verschiedene Verzierungsarten, die vor dem Eisenguss verwendet wurden und die Benutzung von den dort gebräuchlichen Werkzeugen. Auch verwendet für die hergestellten Teile.
Emblem, (griech. das Eingelegte)Bezeichnet eine metallene Verzierung. Auch Emblem.
EndknopfBezeichnet die verbreiterten oder verdickten Enden von Parierstangen. Siehe: Knoten, Rollknopf.
EntenschnabelBezeichnet einen Haken (oder Kettchen) am Hilftrageriemen. Diente zum Hochtragen des Säbels am Gürtel, da er in normaler (berittener) Befestigung über den Boden schleift.
EnterbeilBezeichnet eine Beilform, die zum Entern von Schiffen gedacht war.
EnterhakenBezeichnet eine Stangenwaffe, die bei einem Enterversuch dazu benutzt wurde, das gegnerische Schiff festzuhalten und näherzuziehen. Eine kürzere Version ohne Klinge nennt man Bootshaken.
Entermesser sieheEntersäbel
Enterpike oder EnterpickeBezeichnet eine Stangenwaffe zur Schiffsverteidigung bei Enterangriffen.
EntrelacBezeichnet eine Zierform mit geflochtenen Mustern oder Kettenornamenten
épée wallonne oder épée flamandeBezeichnet den flämischen- oder wallonischen Degen, zum Hieb- und Stoß. Meist zweischneidig, seltener einschneidig.
ErbstückeBezeichnet einen anderen Begriff für Familienwaffen.
ErbzeichenBezeichnet eine Solinger Meistermarke, die in der Handwerksrolle verzeichnet war.
Ergänzungswaffen oder AugmentationswaffenBezeichnet die in Friedenszeiten aus Lager gehaltenen Waffen in Höhe der Truppenstärke in Kriegszeiten.
Erl (Klinge) oder AngelBezeichnet einen Griff für Hieb- und Stichwaffen.
Ersatzseitengewehr, auch AushilfsseitengewehrBezeichnet eine Klingenwaffe.
Esclavona oder SchiavonaBezeichnet eine Schwertart.
Eselshuf oder franz., pas d' aneBezeichnet eine Parierstangenform.
espadero del ReyBezeichnet einen Titel für den Schwertmeister des spanischen Königshofes. Seine Marke war ein schwarz eingeschlagener Halbmond, der auch zur damaligen Zeit in der „Markenpiraterie“ missbraucht wurde.
esponton oder SpontonBezeichnung für eine Stangenwaffe die von Offizieren getragen wurde.
estocBezeichnung für einen französischen Panzerbrecher-Typ.
Extraseitengewehr oder Ausgehseitengewehr
ExzenterpflanzungBezeichnet eine bestimmte Bajonett-Befestigungsart und das Bauteil am Bajonett dazu.

## F
Falchion oder BadelaireBezeichnet einen Schwertyp.
FalkenschnabelBezeichnet eine frühere Version des Luzerner Hammers.
Falscher DamastBezeichnet eine Dameszenerstahlart, die nicht geschmiedet, sondern durch Behandlung von Säure ihr typisches Muster erhalten hat. Fälschung.
Familienwaffen oder DedikationswaffenBezeichnet Waffen, die durch Vererbung oder Vermächtnis erworben wurden.
Fangeisen oder EisenBezeichnet alle Jagdstangenwaffen, z. B. Saufeder. In der Jägersprache auch die Bezeichnung für Tellereisen, Schwanenhals (mechanische Bügelfangeisen).
FaschinenmesserBezeichnet ein Hiebmesser, das zum Erstellen der Faschienen an Vorderladerkanonen benutzt wurde. Von ital., fascina (Reisigbündel)
Fauchon oder BadelaireBezeichnet einen Schwerttyp.
Faustbügel oder GriffbügelBezeichnet einen Teil der Griffgefäße.
FausthammerBezeichnet einen mit einer Hand zu führenden Streithammer.
Faustkolben oder StreitkolbenEine andere Bezeichnung für Streitkolben.
FaustriemenBezeichnet ein an einem Säbel-, Degen- oder Dolchheft befestigtes Lederband, das dazu dient, ein Verlieren der Waffe zu verhindern.
FaustschutzbügelBezeichnet einen Teil des Gefäßes an Degen.
FechtdegenBezeichnung für einen stumpfen und mit abgerundetem Ort versehene Trainingswaffe. Auch für Pauk-, Schul- und Sportdegen verwendeter Begriff.
Fechtdolch oder LinkhanddolchBezeichnet einen Dolch, der in der linken Hand getragen und zur Abwehr von Degenangriffen benutzt wird.
FechtsäbelBezeichnung für einen stumpfen und mit abgerundetem Ort versehene Trainingswaffe. Auch für Pauk-, Schul- und Sportsäbel verwendeter Begriff.
FechtschwertBezeichnung für einen stumpfen und mit abgerundetem Ort versehene Trainingswaffe. Auch für Pauk-, Schul- und Sportschwerter verwendeter Begriff.
FechtwaffenBezeichnet alle Waffen, die zum Fechten benutzt werden können.
FederBezeichnet:
1. Fechtschwert
2. Blatt der Saufeder
3. Haltefeder
4. verbreiterte Ortpartie der Sauschwertklinge
5. Schaftfeder
6. Haltefeder
7. verbreiterte Ortpartie der Sauschwertklinge
FederfechterBezeichnet eine bürgerliche Fechterzunft aus Prag. Nachfolger der Marx- oder Markusbrüder. Der Name leitet sich vom Tag des Heiligen Veith ab, an dessen Tag sie die Prüfungen abhielten.
Fegen oder ausfegenBezeichnet das Ausschleifen von Hohlschliffen.
FehlschärfeBezeichnet das stumpfe, ungeschliffene Stück einer Klinge, meist kurz vor der Parierstange.
Felddienstwaffe oder CampagnewaffeSiehe auch: Interimswaffe
FerseBezeichnet eine an dem Ort befindliche Erhöhung der Rückenklinge. Siehe: Jelman
Fessel oder SchwertfesselBezeichnet eine alte Benennung für Schwertgehänge.
FeuervergoldungBezeichnet eine Vergoldungsmethode mit der Hilfe von Goldamalgam
FiederknaufBezeichnet einen Hefttyp.
FingerbügelBezeichnet einen Bügel an Kavalier- und Galanteriedegen.
FingerdornBezeichnet einen Teil des Griffgefäßes bei Degen.
FingeröseBezeichnet einen Teil des Griffgefäßes bei Degen.
FingerschlaufeBezeichnet einen Teil des Griffgefäßes bei Degen.
Fingerstrippe, auch FingerschlaufeBezeichnet einen Teil des Griffgefäßes bei Degen.
Fischhaut, auch BorosoBezeichnet eine Schnitzmusterform, die dazu dient, Griffe bei Gewehren, Hieb- und Stichwaffen, Pistolen. Es dient dazu, die Griffsicherheit zu erhöhen und ein Abrutschen zu erschweren.
Fischleder oder BelederungBezeichnet einen Bezug für Griffwaffen.
FischschwanzknaufBezeichnet einen Knauftyp, der in den Umrissen einem Fischschwanz ähnelt.
flacher RückenBezeichnet die Form eines Klingenrückens.
FlambergBezeichnet einen Bidenhänder mit zum Teil geflammter Klinge.
FlatscheBezeichnet ein Schwert in der Umgangssprache. Siehe Schweizerdolch.
FlibustierdegenBezeichnet eine romantisierte Benamung für einen Glockendegen.
flibustier oder SeeräuberBezeichnet andere Benamungen für Pirat
Flissa, oder FlyssaBezeichnet einen Schwerttyp aus Marokko.
FlorettBezeichnet einen Degentyp.
Flügel, auch AufhalterBezeichnet Bauteile an Stangenwaffen. Siehe Aufhalter
FlügellanzeBezeichnet einen Stangenwaffentyp.
Fokos – sprich FokoschBezeichnet eine ungarische Waffe in Form einer Axt.
forte—épéeBezeichnet einen französischen Reiterdegen mit zweischneidiger Klinge und großem Knauf.
Fourbisseur (franz. für Schwertfeger)Bezeichnet einen Handwerksberuf.
FournierdamastBezeichnet eine Damaszenerstahlart. Siehe Damaszenerstahl
Fournisseuer (franz. für Lieferant)Bezeichnet hier (im Klingenwaffenbereich) nur einen Händler.
Fox (Waffe)Bezeichnet eine englische Fehlbezeichnung für die Solinger Beschlagmarke des Wolfs. Siehe: Fuchs, Solinger-Wolf.
frameaBezeichnet eine germanische Stangenwaffe
FRANGIA — oder FRINGIA,Bezeichnet eine Art Klingeninschrift.
FranziskaBezeichnet eine fränkische Wurfaxt.
Friaulerspieß oder SpetumBezeichnet eine Stangenwaffe.
Froschmaulspezielle Spießklinge mit Mittelgrat
FuchiGriffzwinge an japanischen Schwertern
Fuchs oder Foxenglische Fehlbezeichnung für die Solinger Beschlagmarke des Wolfs. Siehe: Fuchs, Solinger-Wolf.
Fuchtel, ältere Form auch Fochtel, oder FuchteldegenBezeichnet einen Degentyp
FukuraBezeichnet die Krümmung der Schneide an dem Ort (Kissaki) japanischer Schwerter.
Fukuro-yariBezeichnet den Typ einer japanischen Lanze (Yari)
Funeralschwert oder Funeralwaffenfür eine Bestattung angefertigte Waffen
Füsiliersäbel oder InfanteriesäbelBezeichnet einen Säbeltyp.
FußstreithammerBezeichnet eine Unterart des Streithammers für den Kampf zu Fuß. Siehe: Reiterhammer.
Futter (Waffe)Bezeichnet ein Bauteil einer Scheide.

## G
Gaku-meiBezeichnet eine Form der Klingenangel (Nakago) japanischer Schwerter.
GalanteriedegenBezeichnet einen Degentyp (Zivildegen).
GamsspießBezeichnet eine Stangenwaffe.
Gang (Waffe)Bezeichnet einen Schlitz in einer Bajonettdülle, die dazu dient, die Bajonetthaft aufzunehmen.
ganze GriffkappeBezeichnet ein Bauteil an Degen und Säbeln.
GärbstahlSiehe auch: Einfacher Schmiededamast.
GarniturEinzelteile des Korbes
Gauchomesser, auch facao GauchoBezeichnet einen Messertyp.
gebrochener Gang oder Gang (Waffe)Bezeichnet einen Schlitz in einer Bajonettdülle, die dazu dient, die Bajonetthaft aufzunehmen.
Gefäß (Waffe)Bezeichnet einen Handschutz an Degen und Säbeln.
GefäßbestandteileBezeichnet die Bauteile eines Handschutzes an Degen und Säbeln.
Gentle-oroshi oder Gentle-SlopeBezeichnet eine Form des Klingenrückens (Mune) japanischer Klingen.
Gefäßbügel oder Bügel (Waffe)Bezeichnet ein Bauteil an
Gefäßdekor siehe Dekor (Waffe)
GefäßelementeBezeichnet die Bauteile eines Handschutzes an Degen und Säbeln.
gefasst oder montiertBezeichnet einen Korb, der mit einer Klinge zusammenmontiert ist.
geflammtBezeichnet eine Klinge an Schwertern, Säbeln und Dolchen, deren Klinge wellenförmig (einer Flamme ähnlich) gestaltet ist. Siehe Flammendolch, Flamberge
Gefrenze oder AufputzBezeichnet eine Dekoration an Griffen.
gegliedertBezeichnet einen Griff, dessen Oberfläche durch Wulste oder Einschnitte unterbrochen gestaltet ist. (manche Offiziersseitenwaffen)
GehängeBezeichnet eine Befestigung für Seitenwaffen.
Gehilz oder Griffhülse, GriffschalenBezeichnet die Aufbauweise eines Griffes.
Genicker oder Gnicker, NickerBezeichnet einen Jagdmessertyp.
GenuesermesserBezeichnet einen Dolchtyp.
gepliest oder pliestenBezeichnet eine handwerkliche Arbeit zur Verzierung.
gepunzt oder punzenBezeichnet eine handwerkliche Arbeit zur Verzierung.
GerBezeichnet eine germanische Wurfwaffe.
Gertel oder Kriegsgertel, HippeBezeichnet ein Werkzeug und eine Waffe (Kriegsgertel).
gerundeter Rücken oder RückenBezeichnet die Form eines Klingenrückens.
geschnürltBezeichnet die Form einer Parierstange, wenn diese durch das Schmieden den Eindruck einer gedrehten Schnur macht. Siehe: Katzbalger
geschwelltBezeichnet einen Grifftyp.
gesteckte KlingeBezeichnet eine Klingenart. Siehe Steckrückenklinge.
gesteckter RückenBezeichnet eine Klingenrückenform.
gestempelter DamastBezeichnet eine Damaststahlart. Siehe: Damaszenerstahl.
gewalkt oder ballig geschliffenBezeichnet eine Schleifart an Klingenschneiden.
GewehrBezeichnet ursprünglich alle Waffenarten, die zur Verteidigung dienen.
gewunden oder gewundener Griff,Bezeichnet einen Grifftyp (gewundener oder gedrehter Griff).
gewundener Gang oder Gang (Waffe)Bezeichnet einen Schlitz in einer Bajonettdülle, die dazu dient, die Bajonetthaft aufzunehmen.
Gicelin, auch GICELIN, GICELININame eines Schwertschmiedemeisters.
GiftzügeBezeichnet ein Klingendekor. Begriff irreführend.
Gimei„Gefälschte Signatur“. Bestandteil von Signaturen japanischer Klingen.
GirlandeBezeichnet eine bestimmte Dekorform auf Klingen und Gefäßen.
GjaidschwertBezeichnet einen Jagdschwerttyp.
Gladius (Waffe)Bezeichnet einen römischen Schwerttyp.
Gläfe oder Gläve, Glaive, GlefeBezeichnet einen Stangenwaffentyp.
GlockeBezeichnet einen Handschutztyp an Degen.
Glockendegen oder Degen mit GlockeBezeichnet einen Degentyp.
Glockenrapier oder RapierBezeichnet einen Degentyp.
GlockenschlägerBezeichnet den Typ einer studentischen Waffe.
Gnadgott oder MisericordiaBezeichnet einen Dolchtyp.
Godendag oder GoedendagBezeichnet eine Hieb- und Stichwaffe.
Goldaufreibung oder Goldanreibung, Anreibevergoldung, Kaltvergolden, NaßvergoldenBezeichnet eine Vergoldungsart.
GolokBezeichnet einen Messertyp.
GrabendolchBezeichnet einen Dolchtyp.
GrachtBezeichnet einen Klingenhohlschliff.
GratklingeBezeichnet eine Klingenart.
gravierenBezeichnet eine Technik zur Dekoration. Siehe: Gravur
GreiteBezeichnet eine Hohlbahnform.
Grenadiersäbel oder InfanteriesäbelBezeichnet eine Säbelart.
Griesbeil oder StreitaxtBezeichnet den Typ einer Axt.
GriffBezeichnet eine Handhabe an Griffwaffen.
GriffbajonettBezeichnet einen Bajonetttyp.
GriffbekleidungBezeichnet alle Materialien, die dazu gedacht sind, einen Griff zu verkleiden (Belegen).
Griffbelederung oder BelederungBezeichnet den Überzug mit Leder auf einem Griff oder einer Scheide.
GriffbügelBezeichnet ein Bauteil an Korb
GriffbügelglockeBezeichnet ein Bauteil an Klingenwaffen.
GriffbügelparierstangeBezeichnet einen Parierstangentyp.
GriffbügelstichblattBezeichnet einen Stichblatttyp.
GriffbügelstiftBezeichnet ein Bauteil an Griffbügeln.
GrifffußBezeichnet das untere, zur Klinge zeigende Ende eines Klingenwaffengriffs.
GriffußlagerBezeichnet eine ausgehöhlte Stelle am Stichblatt.
GriffhülseBezeichnet ein Holzstück, das auf die Angel geschoben oder aufgenietet wird, um den Griff aufzubauen.
GriffkappeBezeichnet die Abdeckung eines Hefts, die auch an dem Rücken des Griffs verlaufen kann.
GriffkappenlappenBezeichnet die Ausbuchtungen an ganzen Griffkappen, die zur zusätzlichen Befestigung dienen.
GriffkappennagelBezeichnet einen Befestigungsnagel an alten Griffen.
GriffkappenzapfenBezeichnet ein Befestigungsteil an Klingenwaffengriffen.
GriffketteBezeichnet einen Säbeltyp.
GriffringBezeichnet den oberen und unteren Griffabschluss.
GriffrückenBezeichnet die hintere Seite von asymmetrischen Griffen, wie bei Säbeln und Messern.
GriffschalenBezeichnet den Belag von Flachangeln, die den eigentlichen Griff bilden.
GriffschieneBezeichnet ein Bauteil an Flachangelklingen, um den Abstand zwischen den Griffschalen abzudecken.
GriffwaffeOrdnung der Blankwaffen mit ausgeprägtem Griff wie Schwerter, Degen, Säbel etc.
GriffwicklungBezeichnet alle Materialien, die der Umwicklung von Griffen dienen. Beispiel: Lederriemen, Metalldraht, Stoffbänder und Garne.
Griffzwinge oder GriffringBezeichnet ein Bauteil an Klingenwaffen, das zur besseren Befestigung zwischen Klinge und Heft dient.
Grootspitze oder RückenspitzeBezeichnet eine Rückenklingenform.
Großes Messer oder Kriegsmesser, Zweihändermesser, ZweihändersäbelBezeichnet einen Griffwaffentyp der Landsknechte.
Gurkha-Messer oder Kukri, KhukuriBezeichnet einen Messertyp.
Gußstahldamast oder Kristallisationsdamast, DamaszenerstahlBezeichnet eine Art des Damaszenerstahls.
Gütebezeichnung oder BeschriftungBezeichnet einen Abnahmestempel auf Klingenwaffen.

## H
Ha oder auch HaganeBezeichnet die gehärtete Fläche zwischen der Schneide und der Hamonlinie an japanischen Schwertern.
HabakiBezeichnet die Klingenzwinge an japanischen Schwertern.
Habaki-motobezeichnet den Klingenteil an japanischen Klingen, auf denen die Habaki sitzt.
Häbe oder Hippe, KriegsgertelBezeichnet eine Stangenwaffe
Haft, oder BajonetthaftBezeichnet eine Arretierung am Bajonett.
HakenbügelBezeichnet eine Befestigungskette an Säbeln, um diesen höher anzuhängen. Siehe: Entenschnabel (Waffe)
halbe Griffkappe oder GriffkappeBezeichnet ein Griffbauteil an Säbeln.
halber Rücken oder KlingenrückenBezeichnet eine Klingenrückenform.
halbes GefäßBezeichnet einen Korb an Griffwaffen.
HalbkorbBezeichnet einen Korb (Waffe) an Griffwaffen.
Halmbarte oder HelmbarteBezeichnet eine Stangenwaffe
Hals oder Klingenhals, KnaufhalsBezeichnet das Übergangsstück zwischen Dülle und Klinge Eisen an Stangenwaffen.
Haltefedern, auch Feder (Waffe)Bezeichnet ein Bauteil an Scheiden, das dazu dient, den Säbel fest in der Scheide zu halten.
Hamachidie Seite der Nakago die zur Schneide zeigt
HameBezeichnet das hakenförmige Endteil an einem Sensenblatt, das zur Befestigung am Sensenbaum dient.
Hammer oder Axthammer, StreithammerBezeichnet eine Schlagwaffe
HammeraxtBezeichnet eine Streithammerart.
Hammerkopf (Waffe)Bezeichnet ein Schlagteil an einem Streithammer.
HamonBezeichnet die Härtelinie an japanischen Schwert-, Dolch- oder Lanzenklingen.
Handschar oder Kandjar, Handyar, Kanjar, KantscharBezeichnet eine Schwert-, Säbelversion oder Dolchform.
HandschutzelementeBezeichnet alle Teile einer Klingenwaffe, die zum Schutz dienen.
HarpuneBezeichnet eine Waffe oder ein Werkzeug zum Fischfang.
HasakiBezeichnet die Schneide japanischer Schwerter.
Häschereisen oder MenschenfängerBezeichnet eine Stangenwaffe.
HastaBezeichnet eine römische Speerform.
HaubajonettBezeichnet einen Bajonetttyp.
HaudegenBezeichnet einen Degentyp.
Haumesser oder HauerBezeichnet einen Messertyp.
Hauptbügel oder GriffbügelBezeichnet ein Bauteil des Korbes.
Haurapier oder studentische WaffenBezeichnet eine Studentenwaffe.
Hauswehr oder BauernwehrBezeichnet eine bäuerliche Griffwaffe.
HeftBezeichnet den Griff einer Klingenwaffe.
Hellebarde oder Helmbarte, Halmbarte, HalparteBezeichnet eine Stangenwaffe.
HerkunftsmarkeBezeichnet die Marke eines Klingenschmiedes.
Herrschermonogramm oder MonogrammBezeichnet eine geätzte oder gravierte Buchstabenkombination, z. B. eines Namens (Beispiel: FR = Fridericus Rex, Friedrich II.)
Hi oder auch BO-HiBezeichnet die Hohlkehle in japanischen Schwert-, Dolch- oder Lanzenklingen.
HiebschwertBezeichnet einen Schwerttyp mit besonders konstruierter Klinge, die sich zum Hieb besonders eignet.
HiebwaffeSammelbezeichnung für eine Waffenart.
HiebzentrumBezeichnet einen bestimmten Punkt auf einer Klinge.
HilfskornBezeichnet ein Korn, das auf dem Ring eines Ringbajonetts angebracht war, um eine Zielhilfe bei aufgepflanztem Bajonett zu haben.
Hilfstrageriemen oder Koppel, Entenschnabel (Waffe)Bezeichnet einen Teil des Tragegeschirrs von Säbeln oder Degen.
Hilze oder Gehilz, GehilzeBezeichnet den Griff einer Klingenwaffe, bei Säbel, Schwert oder Dolch
hintenBezeichnet eine Richtungsangabe bei Klingenwaffen.
Hippe oder Häbe, Hebe, Heppe, KriegsgertelBezeichnet eine Bauernwaffe.
Hira-zukuriBezeichnet eine Klingenform japanischer Klingen.
Hirschfänger oder JagdgriffwaffeBezeichnet den Typ einer Jagdwaffe.
Hochätzung oder Ätzung, ÄtzenBezeichnet eine Verzierungsart mit der Hilfe von Säuren.
Hochländerdolch oder DirkBezeichnet einen schottischen und englischen, traditionellen Dolch.
Hochländerschwert oder ClaymoreBezeichnet einen schottischen Schwertyp.
Hofdegen oder Kavalier-, Galanteriedegen, TrauerdegenBezeichnet einen Degentyp.
Hohlbahn oder GrachtBezeichnet einen Klingenhohlschliff
Hohle oder DoppelhohleBezeichnet eine Säbel- oder Schwertklinge mit je einem Hohlschliff auf beiden Klingenseiten.
hohler Rücken oder HohlrückenBezeichnet eine Klinge mit einem Hohlschliff auf dem Klingenrücken.
Hohlkehle oder Kalle, Zug.Bezeichnet einen schmalen Hohlschliff.
HohlschliffBezeichnet eine ausgeschliffene Vertiefung auf einer Klinge. Er dient der Gewichtsverminderung und Stabilisierung.
HokoBezeichnet den Typ einer japanischen Lanze.
Holzspan oder FutterBezeichnet ein Bauteil an Säbel- oder Schwertscheiden. Er dient der Befestigung von Klingen in der Scheide.
HorimonoBezeichnet Gravuren auf japanischen Klingen.
Hounslow, auch HOVNSLOEBezeichnet eine englische Klingenschmiede im heutigen West-London (Twickenham oder Isleworth).
Hounslow-Typ – HirschfängerBezeichnet einen Klingenwaffentyp, bei dem die Knaufkappe mit einer nach unten zeigenden schneckenartigen Spitze versehen ist.
Hülse (Klingenwaffe) oder GriffhülseBezeichnet ein Bauteil des Hefts.
HusarensäbelgefäßBezeichnet einen Gefäßtyp an einem Säbeltyp.

## I
iaculumBezeichnet einen leichten Speer der römischen Infanterie
Ijzerhower oder EisenhauerBezeichnet einen Handwerksberuf.
Ikubi-kissakiBezeichnet die Form einer japanischen Klingenspitze (Kissaki).
InfanteriesäbelBezeichnet eine Säbelart.
Ingelred, INGELRED, INGELRI s. a. Gicelin, UlfberhtBezeichnet eine Meister- oder Schmiedewerkstatt. Viele Nachahmungen.
Initialinschrift oder Beschriftung, MonogrammBezeichnet eine schriftliche Darstellung auf Waffen.
Innenseite oder QuartseiteBezeichnet eine Richtungsangabe bei Waffen.
Inschrift oder BeschriftungBezeichnet eine schriftliche Darstellung auf Waffen.
Inskription oder Inschrift, BeschriftungBezeichnet eine schriftliche Darstellung auf Waffen.
InterimswaffeBezeichnet eine Waffenart. Siehe Interimswaffe
Iori-mune oder Gyo-no-muneBezeichnet den Typ eines Klingenrückens (Mune) japanischer Klingen.
italienische Helmbarte oder RossschinderBezeichnet einen Stangenwaffentyp.

## J
JagdbesteckBezeichnet einen Werkzeugsatz (Gabel, Messer, Pfriem), der an Jagdwaffenscheiden befestigt ist.
JagddegenBezeichnet einen Degentyp zur Jagd.
JagdschwertBezeichnet einen Schwerttyp zur Jagd.
JagdmesserBezeichnet einen Messertyp zur Jagd.
Jagdplaute oder PraxeBezeichnet einen Messertyp zur Jagd.
JagdsäbelBezeichnet einen Säbeltyp zur Jagd.
Jagdspieß, Bäreneisen, Saufeder, Wolfseisen, OttereisenBezeichnet alle Spießwaffen, die zur Jagd konstruiert sind.
JägersäbelBezeichnet einen Säbeltyp, der bei militärischen Einheiten getragen wurde.
Janitscharen-SeitengewehrBezeichnet eine polnische Seitenwaffe, die von den Janitscharen getragen wurde.
Jatagan oder YataganBezeichnet einen orientalischen Säbeltyp.
Javelot oder Javelin, SchefflinBezeichnet einen Speertyp.
Jelmàn oder YelmànBezeichnet eine Rückenklingenverbreiterung an orientalischen Säbeln.
Jernhugger oder Eisenhauer
Jesuitenmonogramm oder Jesusmonogramm, ChristusmonogrammBezeichnet eine schriftliche Darstellung auf Waffen.
Ji oder auch HirajiBezeichnet die Fläche zwischen der Shinogi und der Hamon auf japanischen Schwertklingen.
JihadaBezeichnet die Maserung (Grain) des Tamahagane-Stahls japanischer Klingen.
Jumonji-yariBezeichnet den Typ einer japanischen Lanze (Yari).
JuratensäbelBezeichnet einen ungarischen Säbeltyp, der von Jurastudenten und Rechtsanwälten getragen wurde.

## K
Kabylenflissa oder Flissa, FlyssaBezeichnet einen marokkanischen Schwerttyp.
Kaku-mune oder Hira-muneBezeichnet eine Form des Klingenrückens (Mune) japanischer Klingen.
KalenderklingeBezeichnet einen Dolchtyp mit einem in die Klinge eingeätzten Kalender.
KaliberdolchBezeichnet einen Dolchtyp mit eingeätzter Scala für die Kaliberbestimmung von Kanonenkugeln.
Kalle oder schmale Hohlbahn, Gracht (Waffe)Bezeichnet einen Hohlschliff auf einer Klinge.
KalmückenknuteBezeichnet einen Typ der Kriegsgeißel.
KaltvergoldenBezeichnet eine Vergoldungsart.
Kama oder Kamä, KameeGeorgisch für Kindjal.
Kamasu-kissakiBezeichnet die Form einer japanischen Klingenspitze (Kissaki).
kammerfertigBezeichnet eine Waffe, die durch Reinigung und Fettung dazu bereitgemacht ist, gelagert zu werden.
KampfwaffenBezeichnet alle Waffen, die zum Kampf geeignet sind.
Kandjar oder Handschar, KandscharBezeichnet eine orientalische Schwertart.
Kanmuri-otoshi-zukuriBezeichnet eine Klingenform japanischer Schwerter.
Kantenbeschläge oder KantschieneBezeichnet eine metallene Verstärkung an Säbel oder Schwertscheiden.
KarabelaBezeichnet einen polnischen Säbeltyp.
KarpfenzungeBezeichnet ein Schwert aus der späten Bronzezeit.
KarpfenzungenspitzeBezeichnet eine Blattform (Klinge).
KartuscheBezeichnet ein schild- oder medaillenförmiges Ornament.
KasaneBezeichnet eine Maßangabe für die Dicke von japanischen Klingen.
Kashira oder Tsuka-GashiraBezeichnet die Endkappe (Knauf) an japanischen Schwertern.
Kashira-GaneBezeichnet die Endkappenöffnung durch die die Griffwicklung (Tsukamaki) hindurchgeführt wird. Dient zur Befestigung von Griffkappe und Griffwicklung.
Kasten (Waffe)Bezeichnet eine Befestigungsvorrichtung an einem Bajonett.
Kastenbajonett oder Bajonett, Kasten (Waffe)Bezeichnet einen Bajonetttyp.
Katakiriha-zukuriBezeichnet eine Form japanischer Klingen.
KatanaBezeichnet den Typ eines japanischen Schwertes.
KatzbalgerBezeichnet einen Schwerttyp, Landsknechtschwert.
KavalierdegenBezeichnet einen Typ leichter Stoßdegen.
keilförmige Klinge oder derb geschliffenBezeichnet eine Klingenform und deren Schliff.
KeltBezeichnet ein Mehrfachgerät aus der Bronze- und Eisenzeit.
Ken, auch TsurugiBezeichnet den Typ eines japanischen Schwertes.
Kettenmorgenstern oder DrischelBezeichnet eine Schlagwaffe.
Kettchen oder Gehänge, Entenschnabel, KoppelBezeichnet eine Tragevorrichtung für Säbel.
KettensäbelBezeichnet einen Säbeltyp mit bestimmter Tragevorrichtung.
KeuleBezeichnet eine Schlagwaffe. Eine der ältesten Waffen.
kidney dagger oder bailock dagger, NierendolchBezeichnet einen Dolchtyp
KilidschBezeichnet einen türkischen Säbeltyp.
KindjalBezeichnet einen Dolchtyp.
Kiriha-zukuriBezeichnet eine Form japanischer Klingen.
KissakiBezeichnet die Klingenspitze (Ort) an japanischen Schwertern.
Kissaki-moroha-zukuriBezeichnet eine Klingenform japanischer Schwerter.
Klappbajonett oder ScharnierbajonettBezeichnet einen Bajonetttyp.
Klaue (Waffe) oder ParierstangenringBezeichnet ein Bauteil am Korb
Klaviergefäß oder à clavierBezeichnet eine Gefäßart an Klingenwaffen.
KlingeBezeichnet den zum Schlag benutzten, scharfen Bestandteil einer Waffe oder eines Werkzeuges.
Klingenbasisgedachte Trennlinie zwischen Angel und Blatt
KlingenbeschaffenheitLänge, Querschnitt und Verlauf der Klinge
Klingenbeschriftung oder BeschriftungBezeichnet eine textliche Darstellung auf Klingenwaffen.
KlingenblattBezeichnet nur ein- und zweischneidige Klingen.
Klingenbrecher oder DegenbrecherBezeichnet Vorrichtungen an Waffen zum Zerbrechen von gegnerischen Klingen.
Klingenbügel ParierbügelBezeichnet einen Verbindungsbogen zwischen den Parierstangenenden.
Klingendekor oder Dekor (Waffe)Bezeichnet eine Verzierung auf Klingen.
Klingendurchlass oder EinstecköffnungBezeichnet ein Bauteil der Scheiden.
KlingenfängerBezeichnet ein Bauteil an Klingenwaffen.
KlingenflächeBezeichnet die Seite einer Klinge.
KlingenhalsBezeichnet einen Teil der Klinge an Klingenwaffen.
Klingenknebel, auch ParierknebelBezeichnet ein Bauteil an Klingenwaffen.
KlingenkopfBezeichnet ein Bestandteil an Klingenwaffen.
KlingenmitteBezeichnet einen Abschnitt der Klinge.
Klingenquerschnitt
KlingenrückenBezeichnet einen Teil der Klinge.
Klingenschwächeunteres Drittel der Klinge.
Klingensignatur, auch BeschriftungBezeichnet eine buchstäbliche Darstellung auf Klingenwaffen.
Klingenstärkeoberes Drittel der Klinge
KlingenverlaufBezeichnet einen Teil der Klinge.
KlingenwaffeWaffe, die mit einer Klinge versehen ist
Klingenwurzel, auch KlingenkopfBezeichnet den Abschnitt einer Klinge.
Klöppel, auch Drischel, siehe Morgenstern (Waffe)Bezeichnet eine Schlagwaffe.
KnaufhalsBezeichnet ein Bauteil eines Säbels.
KnaufkappeBezeichnet ein Bauteil einer Klingenwaffe.
KnaufplatteBezeichnet ein Bauteil einer Klingenwaffe.
KnaufringBezeichnet ein Bauteil einer Klingenwaffe.
KnaufschraubeBezeichnet ein Bauteil einer Klingenwaffe.
KnaufschraubenringBezeichnet ein Bauteil einer Klingenwaffe.
Kneipschläger, auch studentische WaffenBezeichnet den Typ einer Klingenwaffe.
KnöchelschildBezeichnet ein Bauteil einer Klingenwaffe.
Knopf, auch Knauf (Klingenwaffe)Bezeichnet ein Bauteil einer Klingenwaffe.
Knorpelwerk, auch Ohrmuschelstil oder OrnamentBezeichnet eine Verzierung auf Klingenwaffen, besonders auf Degen.
Knoten (Waffe)Bezeichnet einen Parierbügelstil an Klingenwaffen.
KnotenspießBezeichnet den Typ einer Stangenwaffe.
KoiguchiÖffnung (Mundloch) der Schwertscheide von japanischen Schwertern
Ko-kissaki
Form einer japanischen Klingenspitze (Kissaki)
Kombinationswaffen oder kombinierte WaffenBezeichnet einen Waffentyp.
Königsmarck-KlingeBezeichnet einen Klingentyp.
Kopf, auch Klingenkopf, Hammerkopf (Waffe), Keule, SchlagkopfBezeichnet ein Bauteil an Schlagwaffen.
KopfkissendegenBezeichnet einen Degentyp.
Kopie, auch ReplikBezeichnet einen nachproduzierten oder nachgeahmten Gegenstand.
KoppelBezeichnet eine Tragevorrichtung.
KojiriBezeichnet die Abschlusskappe an japanischen Schwertscheiden (Tsuba).
Korb (Waffe)Bezeichnet ein Bauteil an Klingenwaffen.
Korbschläger, auch studentische WaffenBezeichnet den Typ einer Klingenwaffe.
Korbschwert, auch Schiavona, schott. Korbschwert, basket hilted swordBezeichnet den Typ einer Klingenwaffe.
Kordelatsch, auch Malchus, PluteBezeichnet einen Dolchtyp.
Korseke, auch RunkaBezeichnet den Typ einer Stangenwaffe.
Kosakendolchallgemeiner Name für Kindjal
Kosakensäbel, auch SchaschkaBezeichnet einen russischen Säbeltyp.
Koshi-zoriTyp der Klingenkrümmung japanischer Schwerter
KostümwaffenBezeichnet einen Klingenwaffentyp.
KrabbenklaugefäßBezeichnet ein Bauteil an Klingenwaffen.
KrabbenprarierstangeBezeichnet ein Bauteil an Klingenwaffen.
KreuzdegenBezeichnet den Typ einer Klingenwaffe.
KreuzgefäßBezeichnet ein Bauteil an Klingenwaffen.
Kreuz- oder KnaufschmiedBezeichnet einen Beruf.
KreuzstückBezeichnet ein Bauteil an Klingenwaffen.
Kriegsflegel, auch DrischelBezeichnet eine bäuerliche Stangenwaffe.
Kriegsgabel, auch SturmgabelBezeichnet eine bäuerliche Stangenwaffe.
Kriegsgeißel, auch KalmückenknuteBezeichnet eine Schlagwaffe.
Kriegsgertel, auch GertelBezeichnet eine bäuerliche Stangenwaffe.
KriegsmesserBezeichnet eine bäuerliche Klingenwaffe.
KriegssenseBezeichnet eine bäuerliche Stangenwaffe.
KrönigBezeichnet ein Bauteil an einer Lanze.
KrummsäbelBezeichnet eine überholte Bezeichnung für Säbel.
KrummschwertBezeichnet eine überholte Bezeichnung für Säbel.
Kukri, auch Gurkha-MesserBezeichnet einen Messertyp.
künstlicher DamastBezeichnet eine Stahlart.
KupferhauerBezeichnet einen Beruf.
Kürassierpallasch, auch Pallaschbestimmte Säbelart
KurigataÖse an den Schwertscheiden (Tsuba) japanischer Schwerter zur Befestigung des Scheidenbandes (Sageo)
KürißbengelBezeichnet den Typ einer Stangenwaffe.
KürißschwertBezeichnet den Typ einer Klingenwaffe.
KurzschwertBezeichnet den Typ einer Klingenwaffe.
Kuse, auch CouseBezeichnet einen Typ der Stangenwaffen.
Kutlaß, auch Cutlass, EntersäbelBezeichnet den Typ einer Klingenwaffe.
Kuto von franz. couteau, engl. cutoeBezeichnet den Typ einer Klingenwaffe.

## L
LadestockbajonettBezeichnet einen Bajonetttyp.
lahm (Waffe)Bezeichnet den Zustand einer Klinge.
Lamelle, auch BlattBezeichnet die Klinge einer Hiebwaffe.
LandsknechtsdolchBezeichnet den Typ einer Klingenwaffe.
Landsknechtsschwert, auch KatzbalgerBezeichnet den Typ einer Klingenwaffe.
Landsknechtsspieß, auch LangspießBezeichnet den Typ einer Stangenwaffe.
längen oder langschleifenBezeichnet einen Fertigungsvorgang bei Klingenwaffen.
Langsax, auch SaxBezeichnet einen Messer- oder Schwerttyp.
langschleifen, auch längenBezeichnet einen Fertigungsvorgang bei Klingenwaffen.
LangschwertBezeichnet den Typ einer Klingenwaffe.
LangspießBezeichnet eine Stangenwaffe.
langue de boeuf, auch Ochsenzunge (Waffe) oder CinquedeaBezeichnet den Typ einer Stangenwaffe.
LanzeBezeichnet den Typ einer Stangenwaffe.
lanzettförmigBezeichnet die Form einer Klinge.
Lappen siehe Griffkappenlappen, Parierlappen, ParierstangenlappenBezeichnet ein Bauteil an Klingenwaffen.
LatzEine alte Bezeichnung für Degen.
LaubwerkBezeichnet eine Art des Dekor (Waffe).
Laufring, auch ParierstangenringBezeichnet ein Bauteil an Klingenwaffen.
LenkbeilBezeichnet eine Schlagwaffe und ein Werkzeug.
lesghischBezeichnet eine Fertigungsart für Klingen.
Linkhanddolch, auch Linkhand, Fechtdolch, ParierdolchBezeichnet einen Dolchtyp.
Linkser, auch linkshändiger Degen- oder SäbelfechterBezeichnet einen Fechter, der Linkshänder ist.
LochaberaxtBezeichnet den Typ einer Schlagwaffe.
LöwenkopfsäbelBezeichnet einen Säbeltyp.
LukasfechterBezeichnet eine Fechtervereinigung.
LuntenspießBezeichnet eine Stangenwaffe.
Luzerner HammerBezeichnet den Typ einer Schlagwaffe.

## M
MacheteBezeichnet eine Klingenwaffe und ein Werkzeug.
MachetenbajonettBezeichnet einen Bajonetttyp.
Machi-okuriBezeichnet eine Form der Klingenangel (Nakago) japanischer Schwerter.
MagnatensäbelBezeichnet einen Säbeltyp.
MakidomeBezeichnet den Endknoten der Griffwicklung am Knauf japanischer Schwerter.
MalchusBezeichnet einen kurzen Schwerttyp (a. Falchion).
MameluckensäbelBezeichnet einen Säbeltyp.
Maru-mune oder So-No-muneBezeichnet eine Form des Klingenrückens (Mune) japanischer Klingen.
Marxbrüder, auch MarkusbrüderBezeichnet eine Fechtervereinigung.
MaureskeBezeichnet eine Verzierung.
MaximalbreiteBezeichnet die äußerste Breite einer Klingenwaffe.
Medaillon (Ornament)Bezeichnet eine gefasste Verzierung.
ME FECIT = „… hat mich geschaffen“Bezeichnet eine Inschrift auf Klingenwaffen.
MeiBezeichnet eine japanische Meistermarke.
MekugiBezeichnet Stifte aus Bambus, ⁣die zur Befestigung des Heftes an der Nakago (Angel) japanischer Schwerter dienen.
Mekugi-anaBezeichnet die Löcher zur Griffbefestigung in der Nakago.
Mensurschläger, auch studentische WaffenBezeichnet den Typ einer Klingenwaffe.
MenukiBezeichnet Dekorelemente aus Metall unter der Griffwicklung japanischer Schwerter.
MesserBezeichnet den Typ einer Klingenwaffe.
MesserbajonettBezeichnet einen Bajonetttyp.
MesserdolchBezeichnet den Typ einer Klingenwaffe.
MihabaBezeichnet eine Maßangabe für die Breite japanischer Klingen.
MilitärhirschfängerBezeichnet eine militärische Jagdwaffe.
MilitärklingenwaffenBezeichnet alle Klingenwaffen, die eine militärische Verwendung haben.
Militärpallasch, auch PallaschBezeichnet den Typ einer Klingenwaffe.
Misericordia, lat. Barmherzigkeit, auch Gnadgott oder GnadengeberBezeichnet einen Dolchtyp.
Mitsu-mune oder Shin-no-muneBezeichnet die Form des Klingenrückens (Mune) japanischer Klingen.
MitteleisenBezeichnet ein Bauteil an Klingenwaffen.
MittelgratBezeichnet den Teil einer Klinge, genauer: (Seifert) „die in der Mittellinie einer Klinge von rautenförmigem Querschnitt verlaufende Erhebung; s. Gratklinge, vgl. Mittelrippe“:
Mittellinie (Waffe)Bezeichnet den Teil einer Klinge.
MittelrippeBezeichnet den Teil einer Klinge.
MittelspitzeBezeichnet den Teil einer Klinge.
Mleschriftliche Abkürzung für „modele“ auf französischen Klingenwaffen
ModellklingenwaffenBezeichnet eine Benamung für Klingenwaffen, die zur Massenherstellung verwendet wurden.
ModellvorschriftBezeichnet eine Verordnung des Kriegsministeriums für Waffen.
ModellzeitBezeichnet eine industrielle Epoche.
MilitärklingenwaffenBezeichnet alle Klingenwaffen, die beim Militär verwendet werden.
MondsichelaxtBezeichnet einen chinesischen Stangenwaffentyp.
MondsichelknaufBezeichnet einen Knauftyp.
MonogrammBezeichnet eine Klingeninschrift.
Mono-UchiBezeichnet das obere Drittel (von der Klingenspitze aus) an japanischen Schwertern.
Montmorency-Klinge, auch Klinge à la MontmorencyBezeichnet einen Klingentyp.
Montur (Waffe)Bezeichnet die gesamte Fassung einer Waffe.
MordaxtBezeichnet einen Schlagwaffentyp.
Morgenstern (Waffe)Bezeichnet eine mittelalterliche Schlagwaffe.
Moroha-zukuriBezeichnet eine Form japanischer Klingen.
mortuary swordBezeichnet einen Schwerttyp.
Mumei„Keine Signatur“. Bestandteil von Signaturen japanischer Klingen.
Mundblech, auch obere ZwingeBezeichnet ein Bauteil an Klingenwaffen.
MundlochBezeichnet ein Bauteil an Klingenwaffen.
Mundstück (Waffe)Bezeichnet ein Bauteil an Klingenwaffen.
MuneBezeichnet die Form des Klingenrückens japanischer Klingen.
MunemachiBezeichnet die Seite der Nakago die zum Klingenrücken Mune weist.
Muschel abwärtsBezeichnet ein Bauteil an Klingenwaffen.
Muschelwerk, auch RocailleBezeichnet eine Verzierung an Klingenwaffen.
MusketierdegenBezeichnet einen Typ von Klingenwaffen.
Musketiersäbel, auch InfanteriesäbelBezeichnet einen Klingenwaffentyp.
Mu-zoriBezeichnet einen Typ der Krümmung japanischer Schwerter.

## N
NahkampfmesserBezeichnet einen Messertyp.
NagamakiKlingenform einer japanischen Schwertlanze (Naginata)
Nagamaki naoshiKlingenform einer japanischen Schwertlanze (Naginata)
NagasaBezeichnet die Klingenlänge bei japanischen Schwertern.
NagelprobeBezeichnung für einen Qualitätstest.
NaginataBezeichnet den Typ einer japanischen Lanze.
Namenszug, auch MonogrammBezeichnet eine schriftliche Darstellung auf Klingen.
NaseBezeichnet ein Bestandteil von Klingen.
NaßvergoldenBezeichnet eine Art der Vergoldung.
natürlicher Damast, auch GußstahldamastBezeichnet eine Art Damaszenerstahl.
Navaja, auch ZigeunermesserBezeichnet eine Messerart.
Nebenbügel, auch SeitenbügelBezeichnet ein Bauteil an Klingenwaffen.
Nicker (Messer), auch Nickfänger, Nickmesser, GenickerBezeichnet einen Jagdmessertyp.
Nie oder NioiBezeichnet eine metallene Kristallstruktur in japanischen Klingen.
Niello, auch Tschern, TulaBezeichnet eine Verzierungstechnik.
Nierendolch engl., kidney oder auch ballock daggerBezeichnet einen Dolchtyp.
Nietknopf, auch VernietknopfBezeichnet den oberen Teil einer Niete.
nodus, auch Knoten (Waffe)Bezeichnet die Verdickungen an Klingenwaffenkörben.
norwegische Bauernaxt, auch WikingeraxtBezeichnet einen Axttyp.
NotbajonettBezeichnet einen Bajonetttyp.

## O
obenbei Griffwaffen zum Heft, bei Stangenwaffen zur Spitze weisende Richtung
Obergewehr, auch UntergewehrBezeichnet den Typ einer Seitenwaffe.
OberwicklungBezeichnet eine Griffwicklung bei Blankwaffen.
Ochsenzungeenglisch anelace, französisch langue de Bœuf, tschechisch Veruna, Pistos, Blankwaffenfachbegriff für deltaförmige Klingen. Vergl. Ochsenzunge (Stangenwaffe) und Cinqueda
Ohr oder ÖhrBefestigungselement an Äxten und Beilen
OhrenBezeichnet ein Bauteil an Klingenwaffen.
OhrendolchBezeichnet einen Dolchtyp.
OhrenschwertBezeichnet den Typ einer Klingenwaffe.
Ohrlöffel, auch böhmischer OhrlöffelBezeichnet den Typ einer Stangenwaffe.
OhrmuschelstilBezeichnet einen Verzierungsstil an Waffen.
O-KatanaBezeichnet den Typ eines japanischen Schwertes.
O-kissakiBezeichnet die Form einer japanischen Klingenspitze (Kissaki).
Omi-yariBezeichnet den Typ einer japanischen Lanze (Yari).
Onkashi-toBezeichnet Schwerter die als Geschenk an den japanischen Kaiser (Tenno) vorgesehen waren.
Orikaeshi-meiBezeichnet eine Form der Klingenangel (Nakago) japanischer Schwerter.
OrtBezeichnet einen Abschnitt an Klingenwaffen.
OrtbandBezeichnet ein Bauteil an Blankwaffenscheiden.
OrtblechBezeichnet ein Bauteil an Blankwaffenscheiden.
OrtknopfBezeichnet ein Bauteil an Blankwaffenscheiden.
Osoraku-zukuriBezeichnet eine Klingenform japanischer Schwerter.
O-suriage nakagoBezeichnet eine Form der Klingenangel (Nakago) japanischer Schwerter.
OttereisenBezeichnet eine Stangenwaffe zur Jagd.
O-WakizashiBezeichnet den Typ eines japanischen Schwertes.

## P
P.Bezeichnet eine Abkürzung auf Klingenwaffen.
PagodendachknaufBezeichnet einen Knauftyp.
PallaschBezeichnet den Typ einer Klingenwaffe.
PalmetteBezeichnet ein Dekor.
PandureBezeichnet eine Bezeichnung für einen Klingentyp.
PandurenmesserBezeichnet den Typ einer Klingenwaffe.
Pandurspitze, auch PandurenspitzeBezeichnet eine Ortform an Klingenwaffen.
PaneelBezeichnet eine flache Stelle, um ein Monogramm anbringen zu können.
PanzerstecherBezeichnet einen Klingenwaffentyp.
Papageienschnabel, auch ReiterhammerBezeichnet eine Schlagwaffe.
PappenheimergefäßBezeichnet einen Korbtyp an Klingenwaffen.
Paradeschläger siehe studentische WaffenBezeichnet den Typ einer Klingenwaffe.
ParanußknaufBezeichnet einen Knauftyp.
ParierbügelBezeichnet ein Bauteil an Klingenwaffen.
Parierdolch, auch Fechtdolch, LinkhanddolchBezeichnet einen Dolchtyp.
Parierdorn, auch DornBezeichnet ein Bauteil an Schlagwaffen.
ParierelementeBezeichnen alle Teile zur Abwehr an Klingenwaffen.
ParierhakenBezeichnet ein Bauteil an Klingenwaffen.
Parierknebel, auch KlingenknebelBezeichnet ein Bauteil an Klingenwaffen.
ParierlappenBezeichnet ein Bauteil an Klingenwaffen.
ParierringBezeichnet ein Bauteil an Klingenwaffen.
ParierstangeAbwehrstange zwischen Heft und Klinge
ParierstangendolchDolch mit ausgeprägter Parierstange
ParierstangenlappenBezeichnet ein Bauteil an Klingenwaffen.
ParierstangenringBezeichnet ein Bauteil an Klingenwaffen.
ParierstückBezeichnet ein Bauteil an Klingenwaffen.
ParthenbajonettBezeichnet einen Bajonetttyp.
PartisaneBezeichnet den Typ einer Stangenwaffe.
pas d' ane, auch EselshufBezeichnet ein Bauteil an Klingenwaffen.
Passauer Wolf, auch WolfzeichenBezeichnet ein Herkunftszeichen auf Klingenwaffen. Bekannt sind auch „Passauer Wolfsklingen“.
PaternosterklingeBezeichnet einen Klingentyp.
Paukschläger siehe studentische WaffenBezeichnet einen Klingenwaffentyp.
Pfeilhöhe (Waffe)Bezeichnet eine Maßangabe.
Pike, auch SpießBezeichnet den Typ einer Stangenwaffe.
PilgerstabBezeichnet einen Typ der verborgenen Waffen.
pillow swordBezeichnet den Typ einer Klingenwaffe.
PilumBezeichnet den Typ einer Wurfwaffe.
PilzknaufBezeichnet einen Knauftyp.
Pinne, auch LangspießBezeichnet den Typ einer Stangenwaffe.
Pionierseitengewehr, auch FachinenmesserBezeichnet den Typ einer Klingenwaffe.
Pistolendegen, auch KombinationswaffenBezeichnet einen Typ der kombinierten Waffen.
PistolengriffBezeichnet einen Grifftyp an Klingenwaffen.
PlattierungBezeichnet ein Fertigungsverfahren für Klingenwaffen.
Plaute, auch Praxe, Plute, JagdplauteBezeichnet den Typ einer Jagdwaffe.
Plempe, auch Plampe, Prager PlempeBezeichnet die Benamung von Soldaten für eine Seitenwaffe.
pliestenBezeichnet eine Bearbeitungsart für Klingen.
Plötze, auch PraxeBezeichnet den Typ einer Jagdwaffe.
Plute, auch PlauteBezeichnet den Typ einer Seitenwaffe.
PolizeihirschfängerBezeichnet den Typ einer Klingenwaffe.
Pörschwert, auch BohrschwertBezeichnet den Typ einer Klingenwaffe.
Pratspieß, auch BratspießBezeichnet den Typ einer Klingenwaffe.
Praxe, auch Brachse, PlötzeBezeichnet den Typ einer Jagdwaffe.
PrimaplanasäbelBezeichnet den Typ einer Klingenwaffe.
PrimaplanawaffenBezeichnet einen Waffentyp.
PrivatwaffenBezeichnet einen Waffentyp.
Promenierdegen, auch Spazierdegen, Kopfkissendegen, Kavalierdegen, KostümwaffenBezeichnet einen Degentyp.
Puko, auch Pukko, Puukko, FinnenmesserBezeichnet einen Messertyp.
PunzeBezeichnet ein Werkzeug.

## Q
QaddaraBezeichnet einen Typ der Klingenwaffen.
Qama, auch Kama, KindjalBezeichnet einen Dolchtyp.
Qualitätsbezeichnung, auch Gütebezeichnung
Quartbügel, auch NebenbügelBezeichnet ein Bauteil bei Klingenwaffen.
QuarthiebBezeichnet einen Schlag beim Fechten.
Quartseite, auch InnenseiteBezeichnet eine Seitenangabe bei Klingenwaffen.
QuartspangeBezeichnet ein Bauteil bei Klingenwaffen.
QuernietBezeichnet ein Bauteil an Klingenwaffen.
querschleifen, auch zwerchschleifenBezeichnet eine Bearbeitungsart bei Klingenwaffen.
Querschnitt, auch KlingenquerschnittBezeichnet eine Klingenform.
Querstück, auch ParierstangeBezeichnet ein Bauteil bei Klingenwaffen.
quillon, auch ParierstangeBezeichnet ein Bauteil bei Klingenwaffen.

## R
r = russ. gBezeichnet eine Abkürzung auf russischen Klingen.
Rabenschnabel, auch ReiterhammerBezeichnet eine Schlagwaffe.
Raffinierstahl, auch einfacher SchmiededamastBezeichnet eine Art Damaszenerstahl.
RapierBezeichnet einen Typ der Klingenwaffen.
RaufdegenBezeichnet einen Typ der Klingenwaffen.
recken (Waffe)Bezeichnet eine Bearbeitungsart beim Schmieden von Klingen.
RegenlederBezeichnet ein Bauteil an Scheiden von Klingenwaffen.
Reichsapfel (Waffe), auch „Solinger Reichsapfel“Bezeichnet einen Herstellernachweis auf Klingenwaffen.
reiden, siehe auch SchwertfegerBezeichnet einen Bearbeitungsvorgang bei der Herstellung von Klingenwaffen.
Reider (Waffe)Bezeichnet einen Beruf.
Reinigungsloch, auch ReinigungsöffnungBezeichnet ein Bestandteil an Bajonetten.
Reisspieß, LangspießBezeichnet den Typ einer Stangenwaffe.
ReißhakenBezeichnet ein Bestandteil an Stangenwaffen.
ReiterdegenBezeichnet den Typ einer Klingenwaffe.
ReiterhammerBezeichnet eine Schlagwaffe.
Reiterhaudegen, auch HaudegenBezeichnet den Typ einer Klingenwaffe.
Reiterstreitaxt, auch StreitaxtBezeichnet den Typ einer Schlagwaffe.
Reiterstreitbeil, auch StreitaxtBezeichnet den Typ einer Schlagwaffe.
Reiterstreitkolben, auch Streitkolben, KürißbengelBezeichnet den Typ einer Schlagwaffe.
ReitschwertBezeichnet eine veraltete Bezeichnung für einen Klingenwaffentyp.
Ricasso, auch FehlschärfeBezeichnet einen Abschnitt auf einer Klinge.
RichtbeilBezeichnet einen Axttyp.
RichtschwertBezeichnet einen Schwerttyp.
RiemenspeerBezeichnet den Typ einer Wurfwaffe.
RingbajonettBezeichnet einen Bajonetttyp.
RingbandBezeichnet ein Bauteil an Scheiden von Klingenwaffen.
RingknaufBezeichnet deinen Knauftyp.
Rocaille, auch OrnamentBezeichnet eine Verzierung auf Klingenwaffen.
RödelsbertklingeBezeichnet den Typ einer Klinge.
RollknopfBezeichnet ein Bestandteil einer Parierstange.
RollwerkBezeichnet eine Verzierungsart.
RoßschinderBezeichnet den Typ einer Stangenwaffe.
RückenBezeichnet einen Bereich der Klinge.
RückenklingeBezeichnet eine Schneiden- und Klingenform.
Rückenschliff, auch RückenschneideBezeichnet eine auf dem Klingenrücken gelegene Schneide.
Rückenschneide, auch Rückenschliff, RückenschärfeBezeichnet eine auf dem Klingenrücken gelegene Schneide.
Rückenspitze, auch GrootspitzeBezeichnet eine Ortform bei Klingenwaffen.
RückenstreicherBezeichnet den Typ einer Klinge.
RüdensterzklingeBezeichnet den Typ einer Klinge.
runder RückenBezeichnet die Form eines Klingenrückens.
Runka, auch Korseke, WolfseisenBezeichnet den Typ einer Stangenwaffe.

## S
SäbelBezeichnet den Typ einer Klingenwaffe.
SäbelbajonettBezeichnet einen Bajonetttyp.
SäbelgriffBezeichnet ein Bauteil an Klingenwaffen.
SäbelhalterBezeichnet eine Tragevorrichtung für Klingenwaffen.
Säbelhelmbarte, auch HelmbarteBezeichnet den Typ einer Stangenwaffe.
SäbelklingeBezeichnet den Typ einer Klinge.
Sabigiwa (engl. rust border, Rostgrenze)Stelle an der Nakago die zwischen der Habaki-moto und der Yasurime (Feilmarken) liegt; wird traditionell nie poliert
SägeklingeBezeichnet den Typ einer Klinge.
SageoBezeichnet die Stoffwicklung an der Schwertscheide japanischer Schwerter. Sie dient dazu, die Schwertscheide am Gürtel (Obi) oder dem Kampfrock (Hakama) gegen Herausrutschen zu sichern.
SägerückenklingeBezeichnet den Typ einer Klinge.
Saif, auch SeifBezeichnet den Typ einer Klingenwaffe.
Saki-zoriBezeichnet einen Typ der Klingenkrümmung japanischer Schwerter.
Same-HadaBezeichnet die Unterlage aus Rochenhaut unter der Griffwicklung. Sie dient dazu, die Griffwicklung sicher am Heft zu halten.
Samsir, auch Schamschir, ShamshirBezeichnet den Typ einer Klingenwaffe.
SarrassBezeichnung für den Typ einer Klingenwaffe.
Sasaho-yariBezeichnet den Typ einer japanischen Lanze (Yari)
Sattelpallasch, auch PallaschBezeichnet den Typ einer Klingenwaffe.
SaudegenBezeichnet den Typ einer Jagdwaffe.
Saueisen, auch SaufederBezeichnet den Typ einer Jagdwaffe.
SaufängerBezeichnet den Typ einer Jagdwaffe.
Saufeder, auch Saueisen, Saufänger, Sauspieß, SchweinsspießBezeichnet den Typ einer Jagdwaffe.
Sauschwert, auch SchweinschwertBezeichnet den Typ einer Jagdwaffe.
Sauspieß, auch SaufederBezeichnet den Typ einer Jagdwaffe.
Saxbestimmte Schwertart
SayaScheide japanischer Schwerter
Schaft (Waffentechnik)Bezeichnet ein Bauteil an Stangenwaffen.
SchaftfedernBezeichnet ein Bauteil an Stangenwaffen.
SchaftholzBezeichnet ein Bauteil an Stangenwaffen.
Schamschir, auch ShamshirBezeichnet den Typ einer Klingenwaffe.
Schanzbajonett, auch SchaufelbajonettBezeichnet einen Bajonetttyp.
Scharfeisen, auch TurnierlanzeneisenBezeichnet ein Bauteil an Stangenwaffen.
Scharnierbajonett, auch KlappbajonettBezeichnet einen Bajonetttyp.
Scharwucht, auch JelmanVeraltete Bezeichnung für eine Klingenform.
SchaschkaBezeichnet den Typ einer Klingenwaffe.
SchaufelbajonettBezeichnet einen Bajonetttyp.
SchefflinBezeichnet den Typ einer Stangenwaffe.
ScheibendolchBezeichnet einen Dolchtyp.
ScheibenknaufBezeichnet einen Knauftyp.
Scheide (Behälter für Klingenwaffen)Sammelbegriff.
ScheidenbandBezeichnet ein Bauteil an Klingenwaffenscheiden.
Scheidenfutter, auch Futter (Waffe)Bezeichnet ein Bauteil an Klingenwaffenscheiden.
Schiavona (Waffe)Bezeichnet den Typ einer Klingenwaffe.
Schiavonarapier, auch Schiavona (Waffe)Bezeichnet einen Klingenwaffentyp.
Schiebarte, auch BandaxtBezeichnet den Typ einer Hiebwaffe.
Schiffshauer, auch EntermesserBezeichnet den Typ einer Klingenwaffe.
schiftenStangenwaffe mit einem Schaft versehen
Schild auch FehlschärfeBezeichnet einen Abschnitt einer Klinge.
Schirmschwert, auch FechtschwertBezeichnet den Typ einer Klingenwaffe.
Schlachtschwert, auch ZweihänderBezeichnet den Typ einer Klingenwaffe.
Schlagband, auch OrtbandBezeichnet ein Bauteil an Klingenwaffenscheiden.
SchlagdornBezeichnet ein Bauteil bei Stangenwaffen.
Schläger, auch KorbschlägerBezeichnet den Typ einer Klingenwaffe.
Schlagkopf, auch HammerkopfBezeichnet ein Bauteil an Schlagwaffen.
SchlagstückBezeichnet ein Bauteil an Klingenwaffen.
SchlagwaffenBezeichnet einen Waffentyp.
Schleppblech, auch SchlepperBezeichnet ein Bauteil an Klingenwaffenscheiden.
Schleppriemen siehe KoppelBezeichnet eine Tragevorrichtung.
SchlußkreuzBezeichnet eine Klingeninschrift.
Schmiededamast, auch einfacher SchmiededamastBezeichnet eine Art des Damaszenerstahls.
Schnabel, siehe auch Bowie-Messer, PandurspitzeBezeichnet eine Ortform.
Schnabelaxt, auch Schnabelbeil, Pickenaxt bzw. -beil, BeilpickelBezeichnet den Typ einer Axt.
Schneide, auch WateBezeichnet die scharfe Kante einer Klinge
Schnepf, siehe auch SchweizersäbelBezeichnet den Typ eines Säbels.
Schör, auch SchorAn der Spitze erhöht und konvex gebogene Rückenschneide, bei Stechrückenklingen.
Schottendolch, auch DirkBezeichnet einen Dolchtyp.
schottisches Korbschwert, auch Scottish basket-hilted swordBezeichnet den Typ einer Klingenwaffe.
SchuhBezeichnet ein Bauteil an Stangenwaffen.
SchulschlägerBezeichnet eine studentische Fechtwaffe.
Schulter, auch AuflagerBezeichnet ein Bestandteil von Klingenwaffen.
Schultergehänge, auch Bandelier, Gehänge, SchwertfesselBezeichnet eine Tragevorrichtung.
schurpen, auch langschleifen, querschleifenBezeichnet eine Bearbeitungsart an Klingen.
Schuss (Klinge)Bezeichnet eine Klingenform.
Schwäche, auch Klingenschwächeunteres Drittel der Klinge
SchutzwaffenBezeichnet den Typ einer Waffe.
schwarzBezeichnet den Zustand einer Klinge.
SchwedensäbelBezeichnet den Typ eines Säbels.
schwedisches Gefäß, auch Gefäß à la suedoiseBezeichnet den Typ eines Gefäßes.
Schweinschwert, auch Sauschwert, SaudegenBezeichnet den Typ einer Jagdwaffe.
Schweinsspieß, auch SaufederBezeichnet den Typ einer Jagdwaffe.
Schweißdamaststahl a. Schmiededamast od. künstlicher DamastBezeichnet eine Art des Damaszenerstahls
SchweizerdolchBezeichnet schweizerische Klingenwaffen des 14.–16. Jh.
Schweizersäbel, auch SchnepfBezeichnet den Typ einer Klingenwaffe.
SchweizerschwertBezeichnet den Typ einer Klingenwaffe.
SchwertBezeichnet den Typ einer Waffe.
SchwertfegerBezeichnet einen Beruf in der Waffenherstellung.
SchwertfesselBezeichnet ein Bauteil an Klingenwaffen.
SchwertperleBezeichnet ein Bauteil an Klingenwaffen, insbesondere Anhänger mit Talisman- oder Amulettfunktion an Schwertern.
Scramasax, auch Sax (Waffe)Bezeichnet den Typ einer Klingenwaffe.
Sechskantklinge KlingeBezeichnet den Typ einer Klinge.
Segerz, auch LenkbeilBezeichnet den Typ einer Hiebwaffe.
Sehne, auch PfeilhöheBezeichnet eine Maßangabe an Klingenwaffen.
Seitenbügel, auch Terz- und QuartbügelBezeichnet ein Bauteil an Klingenwaffen.
SeitengewehrBezeichnet einen Typ der Klingenwaffen.
Seitengewehraufpflanzvorrichtung, auch Aufpflanzvorrichtung, BajonetthalterBezeichnet eine Befestigungsvorrichtung für Klingenwaffen.
SeitengewehrtascheBezeichnet eine Tragevorrichtung für Klingenwaffen.
SempacherBezeichnet einen Typ der Klingenwaffen.
SeppaBezeichnet Abstandhalter aus Kupfer oder Messing an japanischen Schwertern.
Shamshir, auch SchamschirBezeichnet einen Typ der Klingenwaffen.
ShinogiBezeichnet die Gratlinie im oberen, seitlichen Klingendrittel an japanischen Schwertklingen.
Shinogi-JiBezeichnet die Fläche zwischen dem Shinogi und dem Klingenrücken an japanischen Schwertklingen.
Shinogi-zukuriBezeichnet eine Form japanischer Klingen.
Shito-DomeBezeichnet die Metallverzierungen an den Ösenöffnungen der Kurigata.
Shobu-zukuriBezeichnet eine Form japanischer Klingen.
SichelmesserBezeichnet den Typ eines Messers.
Sinclair-SäbelBezeichnet den Typ eines Säbels.
Skorpion, auch KriegsgeißelBezeichnet den Typ einer Stangenwaffe.
slawische AufhängungBezeichnet eine Tragevorrichtung.
Solinger Wolf, auch WolfzeichenBezeichnet einen Herstellernachweis und ein Qualitätszeichen.
SoriBezeichnet die Klingenkrümmung an japanischen Schwertklingen.
Span, auch Futter (Waffe)Bezeichnet ein Bestandteil von Klingenwaffenscheiden.
Spange (Waffe)Bezeichnet ein Verbindungsteil an Körben.
spanische Reiter, auch Kreuzhaspel; 17./18. JahrhundertBezeichnet ein künstliches Hindernis für Pferde.
spanischer Pilgerstab, auch PilgerstabBezeichnet den Typ einer verdeckten Waffe.
Spatenbajonett, auch SchaufelbajonettBezeichnet einen Bajonetttyp.
Spatha (Schwert), auch SpataBezeichnet den Typ einer Klingenwaffe.
SpeerBezeichnet einen Waffentyp der Wurfwaffen.
SperringBezeichnet ein Bauteil an Bajonetten.
Spetum, auch Friauler SpießBezeichnet den Typ einer Stangenwaffe.
SpießBezeichnet den Typ einer Stangenwaffe.
Spitzangel, auch Angel (Waffe)Bezeichnet den Typ einer Griffangel.
SpitzeBezeichnet den Ort bei Klingenwaffen.
spitzer RückenBezeichnet die Form eines Klingenrückens.
Sponton, auch KurzgewehrBezeichnet den Typ einer Klingenwaffe.
SpringklingeBezeichnet einen Dolch- und Messertyp.
Springstecken, auch SpringstockBezeichnet den Typ einer Stangenwaffe und eines Werkzeugs.
SpundbajonettBezeichnet einen Bajonetttyp.
StandhauerBezeichnet den Typ einer Jagdwaffe.
Stange (Waffe)Bezeichnet ein Bauteil von Stangenwaffen.
StangenwaffenBezeichnet einen Waffentyp.
Stärke, auch KlingenstärkeBezeichnet einen Abschnitt der Klinge.
Stecken (Waffe)Bezeichnet den Typ eines Klingenrückens.
Steckenrückenklinge, auch SteckrückenklingeBezeichnet den Typ eines Klingenrückens.
Steep-oroshi oder Slopeeine Form des Klingenrückens (Mune) japanischer Klingen
stehen, auch lahm (Waffe), stehenbleibenBezeichnet den Zustand einer Klinge.
stehenbleibenBezeichnet den Zustand einer Klinge.
StellschraubeBezeichnet ein Bauteil an Bajonetten.
sternförmiger Querschnitt, auch VierkanthohlschliffBezeichnet eine Klingenform.
StichbajonettBezeichnet einen Bajonetttyp.
StichblattBezeichnet ein Bauteil an Klingenwaffen.
StichdegenBezeichnet einen Typ von Klingenwaffen.
Stiel (Waffe)Bezeichnet den Griff von Hieb- und Schlagwaffen.
StilettBezeichnet einen Dolchtyp.
StilettklingeBezeichnet ein Bauteil an einem Dolchtyp.
Stocco, auch PanzerbrecherBezeichnet den Typ einer Klingenwaffe.
StockdegenBezeichnet den Typ einer verborgenen Waffe.
StortaBezeichnet den Typ einer Klingenwaffe.
StoßdegenBezeichnet den Typ einer Klingenwaffe.
StoßfechtenFechtart
StoßlederBezeichnet ein Bauteil an Klingenwaffen.
Stoßkappe auch Glocke (Waffe)Bezeichnet einen veralteten Begriff für ein Bauteil an Klingenwaffen.
StoßklingeBezeichnet den Typ einer Klinge.
StoßplatteBezeichnet ein Bauteil an Klingenwaffen.
StoßpolsterBezeichnet ein Bauteil an Klingenwaffen.
Stoßscheibe siehe StoßlederBezeichnet ein Bauteil an Klingenwaffen.
StoßschwertBezeichnet einen Typ der Klingenwaffen.
StoßwaffeBezeichnet einen Waffentyp.
StreitaxtBezeichnet einen Waffentyp.
Streithacke, auch Reiterstreitaxt, StreitaxtBezeichnet den Typ einer Hiebwaffe.
StreithammerBezeichnet den Typ einer Schlagwaffe.
StreitkolbenBezeichnet den Typ einer Schlagwaffe.
StrelitzenaxtBezeichnet den Typ einer Schlagwaffe.
studentisches FechtenBezeichnet eine Fechtart.
studentische WaffenBezeichnet den Typ einer Klingenwaffe.
Sturmdolch, auch NahkampfmesserBezeichnet einen Dolchtyp.
Sturmgabel, auch KriegsgabelBezeichnet den Typ einer Stangenwaffe.
Sturmsense, auch Kriegssense.Bezeichnet den Typ einer bäuerlichen Stangenwaffe.
SugataBezeichnet die Form eines japanischen Schwertes in seiner Gesamtheit.
Suriage nakagoBezeichnet eine Form der Klingenangel (Nakago) japanischer Schwerter.

## T
TachiBezeichnet den Typ eines japanischen Schwertes.
TantōBezeichnet den Typ eines japanischen Dolches.
Tasche (Waffe)
tauschierenBezeichnet eine Verzierungsart.
Tausia Metalleinlegearbeit, auch tauschierenBezeichnet eine Verzierungsart.
telumBezeichnet einen Typ einer Wurfwaffe.
Terzbügel, auch NebenbügelBezeichnet ein Bauteil an Klingenwaffen.
TerzhiebBezeichnet einen Hieb beim Fechten.
Terzseite (Fechten), auch AußenseiteBezeichnet eine Richtungsangabe bei Klingenwaffen.
TerzspangeBezeichnet ein auf dieser Seite liegendes Bauteil an Klingenwaffen.
TessakBezeichnet den Typ einer Klingenwaffe.
Thillmesser, auch TüllmesserBezeichnet einen Messertyp.
Tiefätzung, auch ÄtzungBezeichnet die Art einer Verzierung.
TogishiBezeichnet einen professionellen Klingenpolierer aus Japan.
Toledo-MarkeBezeichnet einen Herstellungsnachweis.
ToledotechnikBezeichnet eine Herstellungsmethode für Metalleinlegearbeiten.
Tombak siehe MessingBezeichnet eine Metalllegierung.
Tori-zoriBezeichnet einen Typ der Klingenkrümmung japanischer Schwerter.
TorsionsdamastBezeichnet den Typ eines Damaszenerstahls.
TrabantenwaffeBezeichnet einen Waffentyp.
TragehakenBezeichnet eine Tragevorrichtung.
TrageknopfBezeichnet eine Tragevorrichtung.
TrageöseBezeichnet eine Tragevorrichtung.
Trageriemen s. KoppelBezeichnet eine Tragevorrichtung.
Tragering s. a. altslawische TragevorrichtungBezeichnet eine Tragevorrichtung.
Tragevorrichtung (Waffe)Bezeichnet eine Tragevorrichtung.
Transformation s. AptierungBezeichnet eine bauliche Veränderung an Waffen.
TrauerdegenBezeichnet den Typ einer Klingenwaffe.
Trichtermundstück, auch Mundstück (Waffe)Bezeichnet ein Bauteil an Klingenwaffenscheiden.
TrophäeBezeichnet ein Sieg- oder Beutestück.
TruppenstempelBezeichnet eine Registriermarkierung.
TrutzwaffenBezeichnet einen Waffentyp.
Tryschl, auch DrischelBezeichnet eine bäuerliche Stangenwaffe.
TschaikistensäbelBezeichnet einen Säbeltyp.
TscherkessendolchBezeichnet einen Säbeltyp.
TsubaBezeichnet das Stichblatt an japanischen Schwertern.
Tsuka-ItoBezeichnet das Griffband, das um das Heft japanischer Schwerter gewickelt ist.
Tsuka-MakiDie Wicklung des Heftes an japanischen Schwertern.
TsukurikomiBezeichnet den Klingenquerschnitt japanischer Schwerter.
TulasilberBezeichnet nach einer bestimmten Art verzierte Gegenstände.
Tülle, auch DülleBezeichnet ein Bauteil an Bajonetten.
TürkenbundBezeichnet ein Bauteil an Klingenwaffen.
TürkensäbelBezeichnet eine falsche Benamung für Klingenwaffen.
TurnierkolbenBezeichnet den Typ einer Schlagwaffe.
Turnierlanze, auch StechstangeBezeichnet den Typ einer Stangenwaffe.
Turnierlanzeneisen, auch KrönigBezeichnet ein Bauteil der Stangenwaffen.
TurnierschwertBezeichnet den Typ einer Klingenwaffe.

## U
Ubu nakagoBezeichnet eine Form der Klingenangel (Nakago) japanischer Schwerter.
Uchi-zoriBezeichnet einen Typ der Klingenkrümmung japanischer Schwerter.
Ulfberht, auch Giscelin, IngelredBezeichnet einen Schmied und dessen Schriftzug auf Klingen.
ungarischer SäbelBezeichnet den Typ eines Säbels.
U-no-kubi-zukuriBezeichnet eine Klingenform japanischer Schwerter.
untenbei Griffwaffen zum Ort, bei Stangenwaffen zum Schaftfuß weisende Richtung
Unteroffizierkurzgewehr, auch KurzgewehrBezeichnet eine Seitenwaffe für Offiziere.
UnterwicklungBezeichnet ein Bauteil des Hefts an Klingenwaffen.

## V
Veiterfechter s. FederfechterBezeichnet eine Fechterverbindung.
verdecktes Mund- bzw. OrtblechBezeichnet ein Bauteil an Klingenwaffenscheiden.
Vergoldung, auch Feuervergoldung, Kaltvergoldung, NassvergoldungBezeichnet die Art einer Verzierung.
verkröpftes BajonettBezeichnet einen Bajonetttyp.
Vernietknopf, auch NietknopfBezeichnet ein Bauteil an einem Klingenwaffengriff.
verputztBezeichnet eine Verzierung.
versorgenBezeichnet das Tragen einer Klingenwaffe in ihrer Scheide.
Vierkanthohlschliff, auch sternförmiger QuerschnittBezeichnet eine Klingenform.
Vitusbrüder auch FederfechterBezeichnet eine Fechterverbindung.
VogelkopfknaufBezeichnet eine Knaufform.
VogelzungenspitzeBezeichnet eine Ortform bei Klingenwaffen.
volle KlingeBezeichnet eine Klingenform.
vollentwickeltes GefäßBezeichnet einen Gefäßtyp an Klingenwaffen.
VollkorbBezeichnet einen Gefäßtyp an Klingenwaffen.
VoluteBezeichnet eine Verzierung.
Vormodellzeit, auch ModellzeitBezeichnet eine industrielle Epoche.
vornBezeichnet eine Richtungsangabe an Klingenwaffen.
VorderseiteBezeichnet eine Richtungsangabe an Klingenwaffen.
VortascheBezeichnet ein Bauteil an Klingenwaffenscheiden.
VulkanfiberBezeichnet ein Material für die Scheidenherstellung.
vz (Waffe)Bezeichnet eine Abkürzung auf Klingeninschriften.

## W
Waidmesser, auch Weydemesser, PraxeBezeichnet den Typ einer Jagdwaffe.
WakizashiBezeichnet den Typ eines japanischen Schwertes.
Wall (Waffe)Bezeichnung für einen Abschnitt der Klinge.
Wate, auch SchneideBezeichnet den scharfen Teil einer Klinge.
W. b.Bezeichnet eine Abkürzung bei einer Klingeninschrift.
WaffenmodellBezeichnet ein Entwurfsmodell von Waffen.
WaffengravurBezeichnet eine Verzierungsart von Waffen.
Wehrgehänge, auch GehängeBezeichnet eine Tragevorrichtung.
weißBezeichnet den Zustand einer Klinge.
weißgeschlagenBezeichnet einen Typ der Klingenmarken.
Wicklung, auch GriffwicklungBezeichnet ein Bauteil bei Klingenwaffen.
WiderhakenBezeichnet ein Bauteil an Stich- und Wurfwaffen.
Wikingeraxt, auch DänenaxtBezeichnet den Typ einer Axt.
WikingerschwertBezeichnet den Typ einer Klingenwaffe.
Wirtschaftsmesser, auch SoldatenmesserBezeichnet einen Messertyp.
wischenBezeichnet einen Arbeitsvorgang bei der Klingenherstellung.
Wolfseisen, auch Runka, RunkeBezeichnet einen Typ der Stangenwaffen.
WolfshauerBezeichnet den Typ einer Klingenwaffe.
WolfsklingeBezeichnung für eine Klinge mit einer Wolfsmarke, siehe auch Passauer Wolf.
WolfzeichenBezeichnet ein Hersteller- und Qualitätszeichen auf Klingen.
Wootzstahl, auch GußstahldamastBezeichnet einen Typ des Damaszenerstahls aus Indien.
Wurfbeil, auch WurfaxtBezeichnet einen Typ der Wurfwaffen.
Wurfeisen, auch mittelalterliches WurfbeilBezeichnet mehrere Typen von Wurfwaffen.
Wurfhacke, auch BeilstockBezeichnet einen Typ der Wurfwaffen.
Wurfholz, auch BumerangBezeichnet einen Typ der Wurfwaffen.
WurfkeuleBezeichnet einen Typ der Wurfwaffen.
Wurfkreuz, auch StachelkreuzBezeichnet einen Typ der Wurfwaffen.
Wurfspieß, auch SpeerBezeichnet einen Typ der Wurfwaffen.
wurmbunte KlingenBezeichnet eine alte Bezeichnung für Klingen aus Damaszenerstahl.
Wutzstahl, auch Wootzstahl
Bezeichnet einen Typ des Damaszenerstahls aus Indien.
WZ (Waffe)Bezeichnet eine Abkürzung in einer Klingeninschrift.

## Y
Yakiba-tsuchiBezeichnet eine Lehm-Mischung zum Abdecken der Klinge beim Härtevorgang japanischer Klingen (Lehmhärtung).
YakiireBezeichnet das Abschrecken zur Härtung einer japanischen Schwertklinge.
YanoneBezeichnet japanische Pfeilspitzen.
YasurimeBezeichnet Feilmarken auf japanischen Angeln (Nakago).
Yatagan, auch Jatagan, YathaganBezeichnet den Typ einer Klingenwaffe.
Yatagan-Seitengewehr aufpflanzbares Seitengewehr mit doppelt gekrümmter KlingeBezeichnet einen Bajonetttyp.
Yelmàn, auch JelmanBezeichnet den Typ einer Klinge.
YokoteBezeichnet die Gratlinie an der Klingenspitze (Kissaki) japanischer Schwertklingen.
Yzerhouwer s. EisenhauerBezeichnet einen Beruf in der Herstellung von Waffen.

## Z
ZaimeiBedeutet „Hat eine Signatur“. Bestandteil von Klingensignaturen japanischer Schwerter.
ZeremonienschwertBezeichnet den Typ einer Klingenwaffe.
Zerwirkmesser, auch JagdmesserBezeichnet den Typ einer Jagdwaffe.
ZieglerklingeBezeichnet den Typ einer Klinge.
ZierdegenBezeichnet den Typ einer Klingenwaffe.
Zigeunermesser, auch NavajaBezeichnet den Typ eines Messers.
ZiskasternBezeichnet den Typ einer Stangenwaffe.
ZivildegenBezeichnet den Typ einer Klingenwaffe.
Zug (Klinge)Bezeichnet den Typ einer Hohlbahn auf Klingen.
ZungeBezeichnung für eine Angelform.
Zweibahnenklinge, auch DoppelhohleBezeichnet den Typ einer Klinge.
Zweihänder, auch BidenhänderBezeichnet den Typ einer Klingenwaffe.
Zweihändermesser, auch KriegsmesserBezeichnet den Typ einer Klingenwaffe.
Zweihändersäbel, auch KriegsmesserBezeichnet den Typ einer Klingenwaffe.
zwerchschleifen, auch querschleifenBezeichnet eine Bearbeitungsart an Klingenwaffen.
ZwiebelknaufBezeichnet einen Knauftyp.
Zwillingswaffen, auch DoppelwaffenBezeichnet einen Waffentyp.
Zwinge (Klingenwaffe)Bezeichnet ein Bauteil an Klingenwaffen.